# Église Saint-Barthélemy de Bousval
Pour les articles homonymes, voir Église Saint-Barthélémy.
L'église Saint-Barthélemy est une église catholique située à Bousval, village dépendant de la ville belge de Genappe, en Brabant wallon.
D'origine romane, elle fut rebâtie en grande partie en style classique en 1761, puis en style néo-classique en 1857 par l'architecte Émile Coulon. Possédant un très beau portail classique, elle abrite un important patrimoine comportant des fonts baptismaux de 1555, les pierres tombales de deux seigneurs du début du XVIIe siècle, une statue polychrome de la même époque, le mausolée en marbre de la famille comtale van der Stegen ainsi que le char de saint Barthélemy, de la fin du XVIIe siècle.

## Historique
La paroisse Saint-Barthélemy de Bousval dépendait primitivement de l'évêché de Liège avant de faire partie de l'évêché de Namur.
On distingue quatre phases dans la construction de l'église Saint-Barthélemy de Bousval :
- une église romane du XIIe siècle[2] dont il ne subsiste que l'avant-corps occidental et le narthex ;
- le portail de style classique de 1738[2],[3] ;
- une église de style classique construite en 1761 et consacrée en 1764 par l'évêque de Namur[1], dont il ne subsiste que le clocher ;
- la nef et le chœur de style néo-classique construits en à peine six mois en 1857 d'après les plans de l'architecte Émile Coulon[1],[4],[2],[5],[3],[6].

En 2016, les dix verrières de la nef sont remplacées par des verrières de style contemporain réalisées par Nicole Verhaeghe de Naeyer et Yvonne Cattier, et offertes par M. et Mme. Édouard Verhaeghe de Naeyer.

## Architecture extérieure

### L'avant-corps roman duXIIesiècle
L'église néo-classique de 1857 est précédée d'un avant-corps occidental roman plus étroit que l'église elle-même : cet avant-corps abrite un narthex qui sert de base au clocher.
La façade occidentale de l'avant-corps est édifiée en moellons de grès et est ornée d'un élégant portail de style classique.
Les façades latérales de l'avant-corps sont constituées de moellons sur une hauteur d'environ 2 mètres.

### Le portail classique de 1738

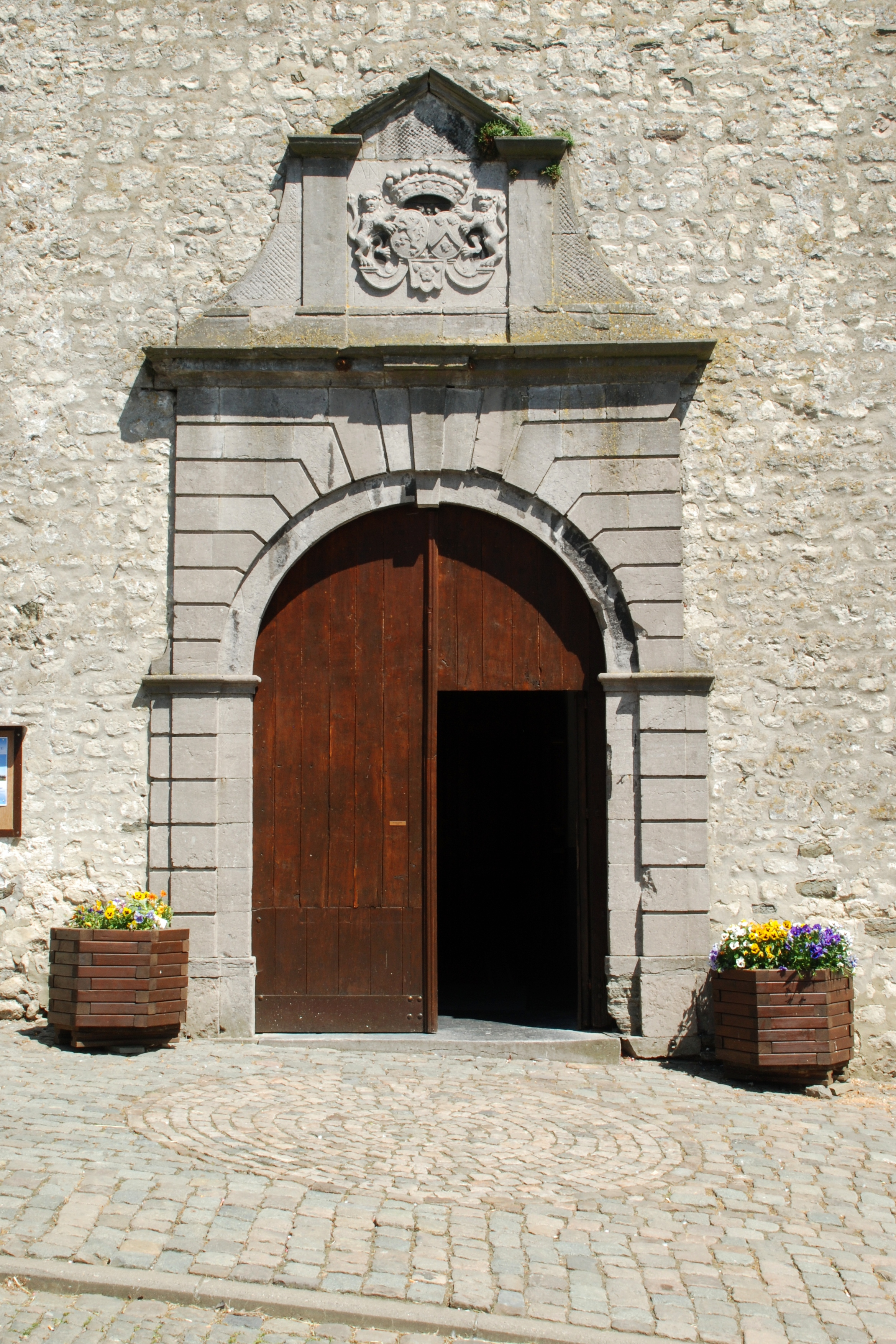
Le portail classique.

En 1738, l'avant-corps roman fut agrémenté d'un portail de style classique.
Ce portail est édifié en pierre de taille calcaire creusée de lignes de refend et est surmonté d'un entablement supportant un blason portant l'inscription "Anno 1738".
Ce blason, qui représente les armoiries du comte Philippe Norbert van der Stegen, Drossart du Pays et Duché de Brabant, et de son épouse Anne Antoinette Joséphine de Man, fille de Jacques Nicolas de Man, Vice Chancelier du Conseil de Brabant,,, est encadré de deux pilastres qui supportent un fronton sans base dont le tympan est orné d'un motif en pointe de diamant.
|  |

### L'église classique de 1761
L'église romane étant en ruines, elle fut remplacée en 1761 par une église de style classique édifiée en briques.
De cette église classique ne subsistent plus actuellement que le clocher et probablement la partie haute des façades latérales de l'avant-corps, édifiées en briques similaires à celles du clocher, plus claires que les briques de la nef et du chœur.
Le clocher en brique est orné de beaux chaînages d'angles réalisés en blocs de pierre calcaire, de même que les contreforts qui séparent les façades principale et latérales de l'avant-corps roman.

Le clocher de l'église classique (1761)
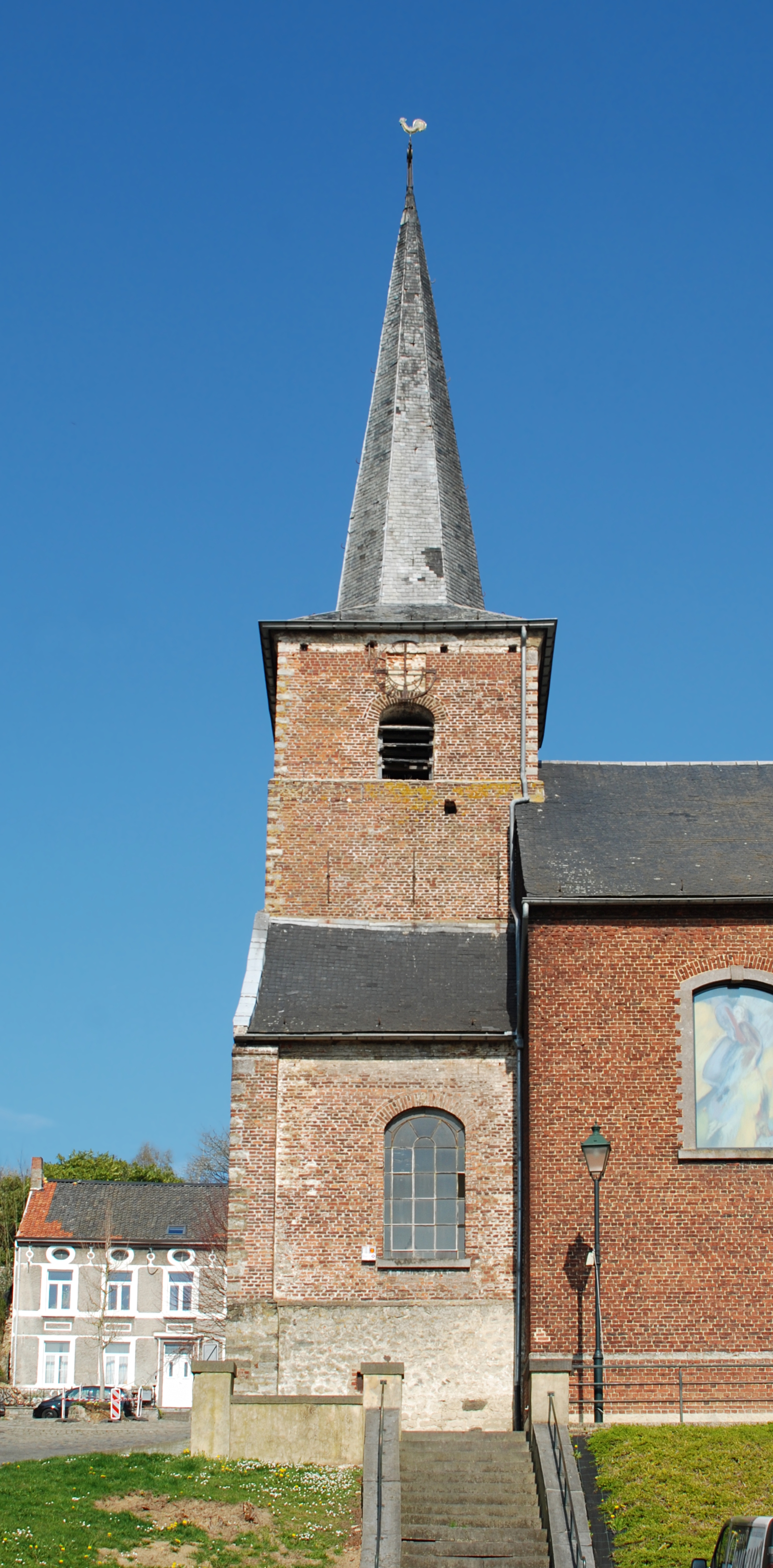
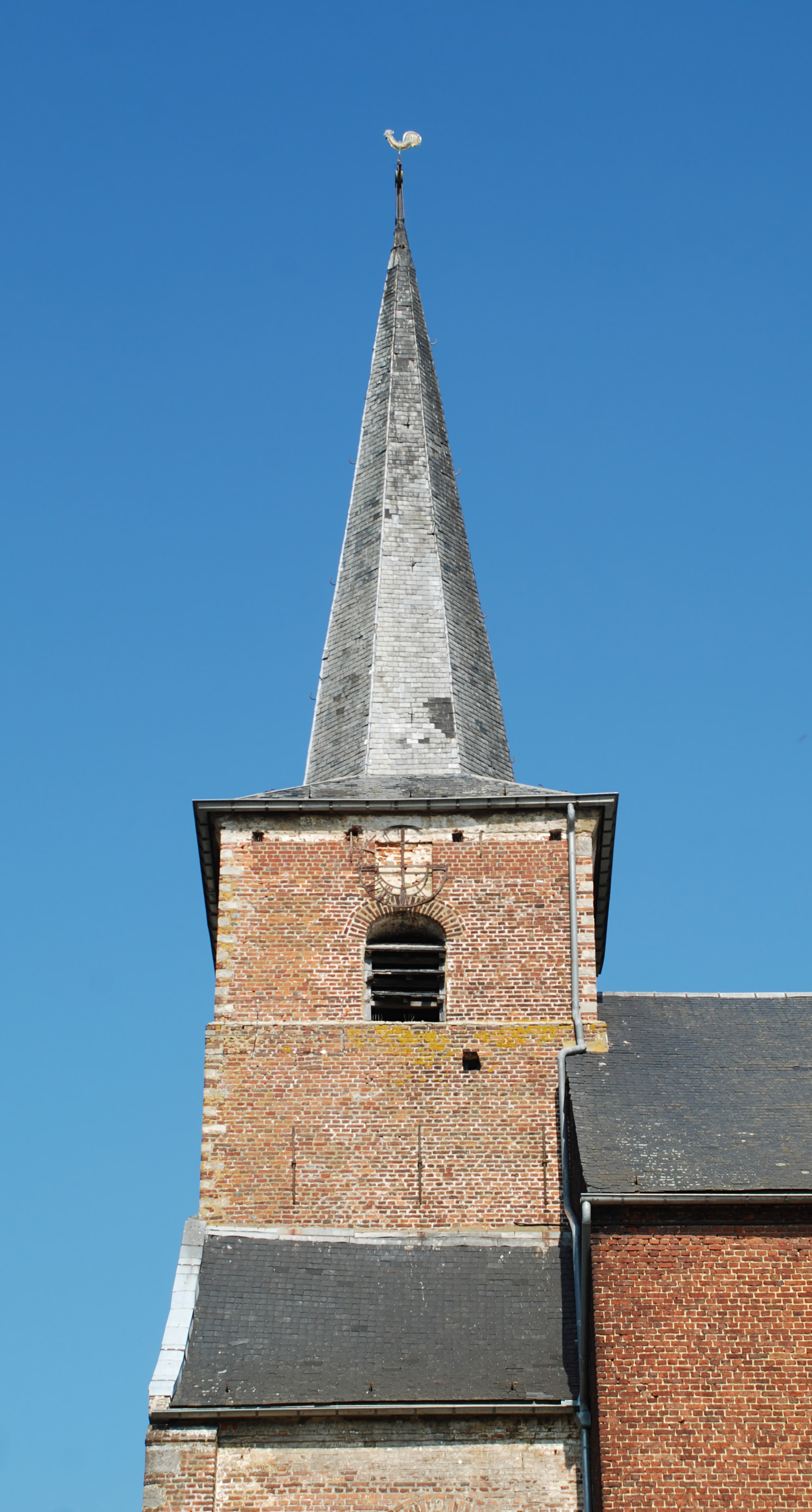
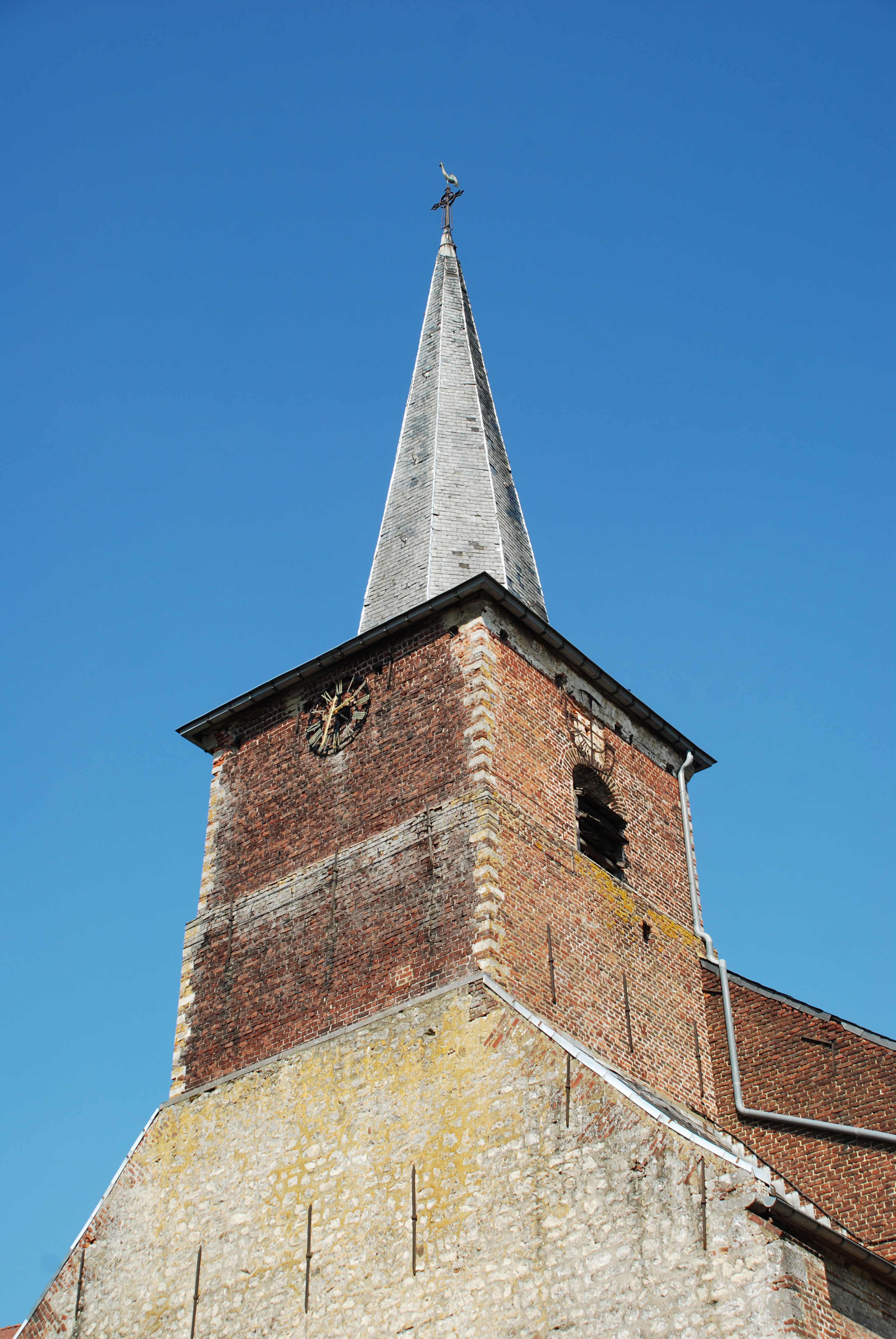
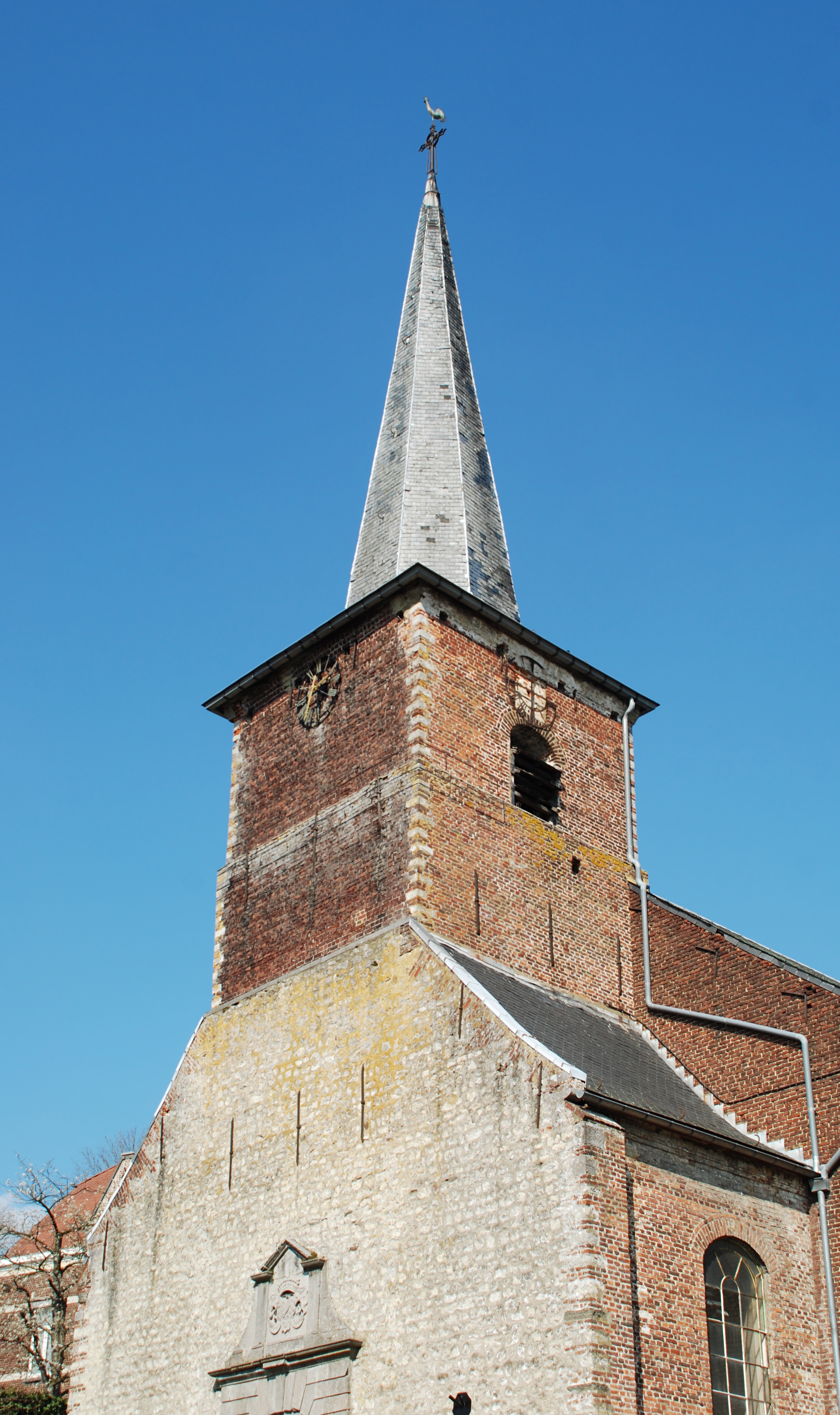

### La nef et le chevet néo-classiques de 1857
La nef et le chevet pentagonal ont été réédifiés en 1857 dans un style néo-classique très austère.
Ils présentent des façades très sobres en briques rouges, égayées seulement par un soubassement et un cordon de pierre blanche.
Ces façades sont ajourées de grandes fenêtres présentant un encadrement de pierre calcaire grise couronné par un arc surbaissé.
Comme il a été dit plus haut, les verrières de la nef ont été remplacées en 2016 par des verrières de style contemporain réalisées par Nicole Verhaeghe de Naeyer et Yvonne Cattier.

La nef et le chevet néo-classiques (1857)
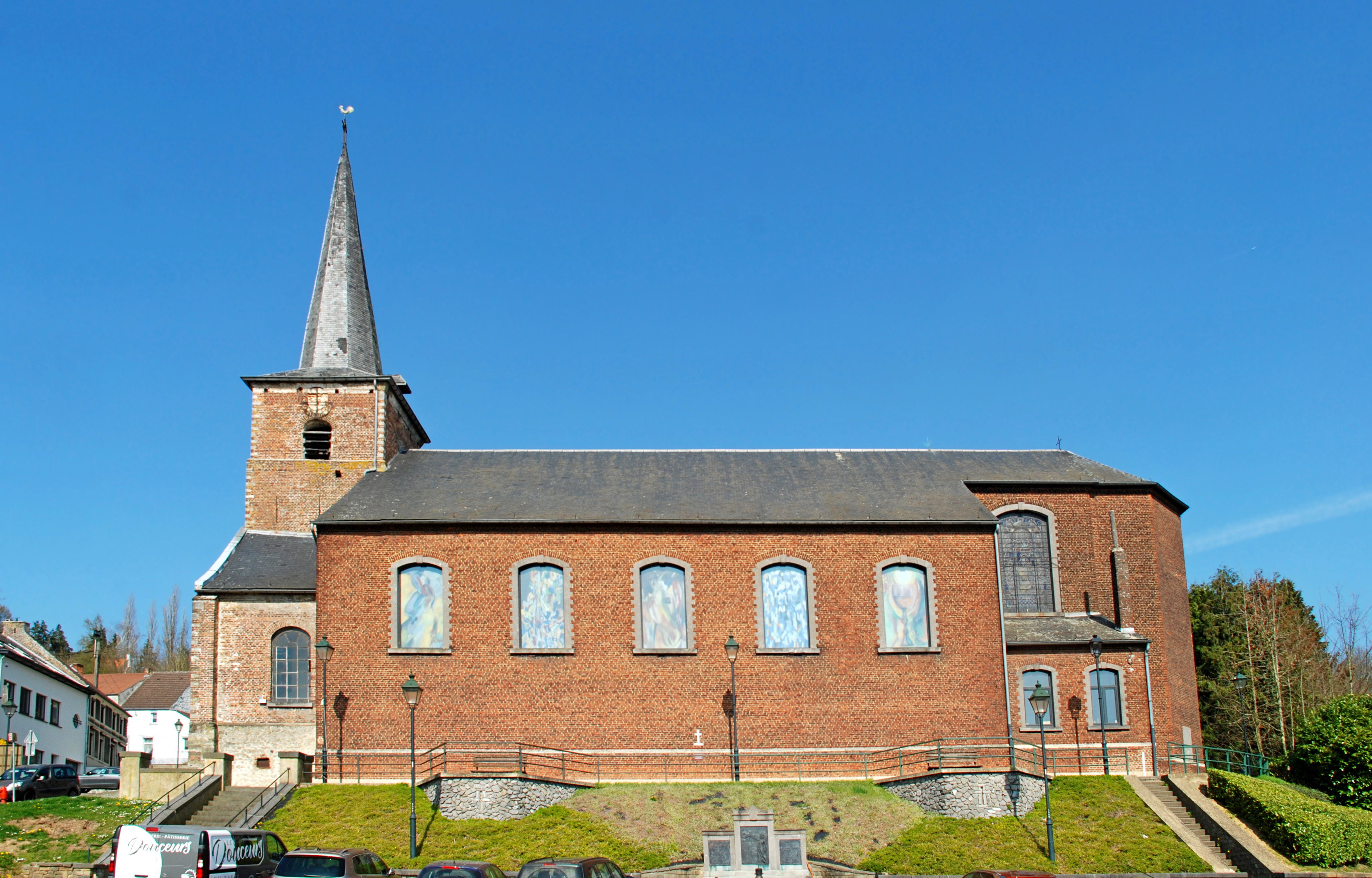
Le clocher classique (en briques claires), la nef et le chevet néo-classiques (en briques foncées).
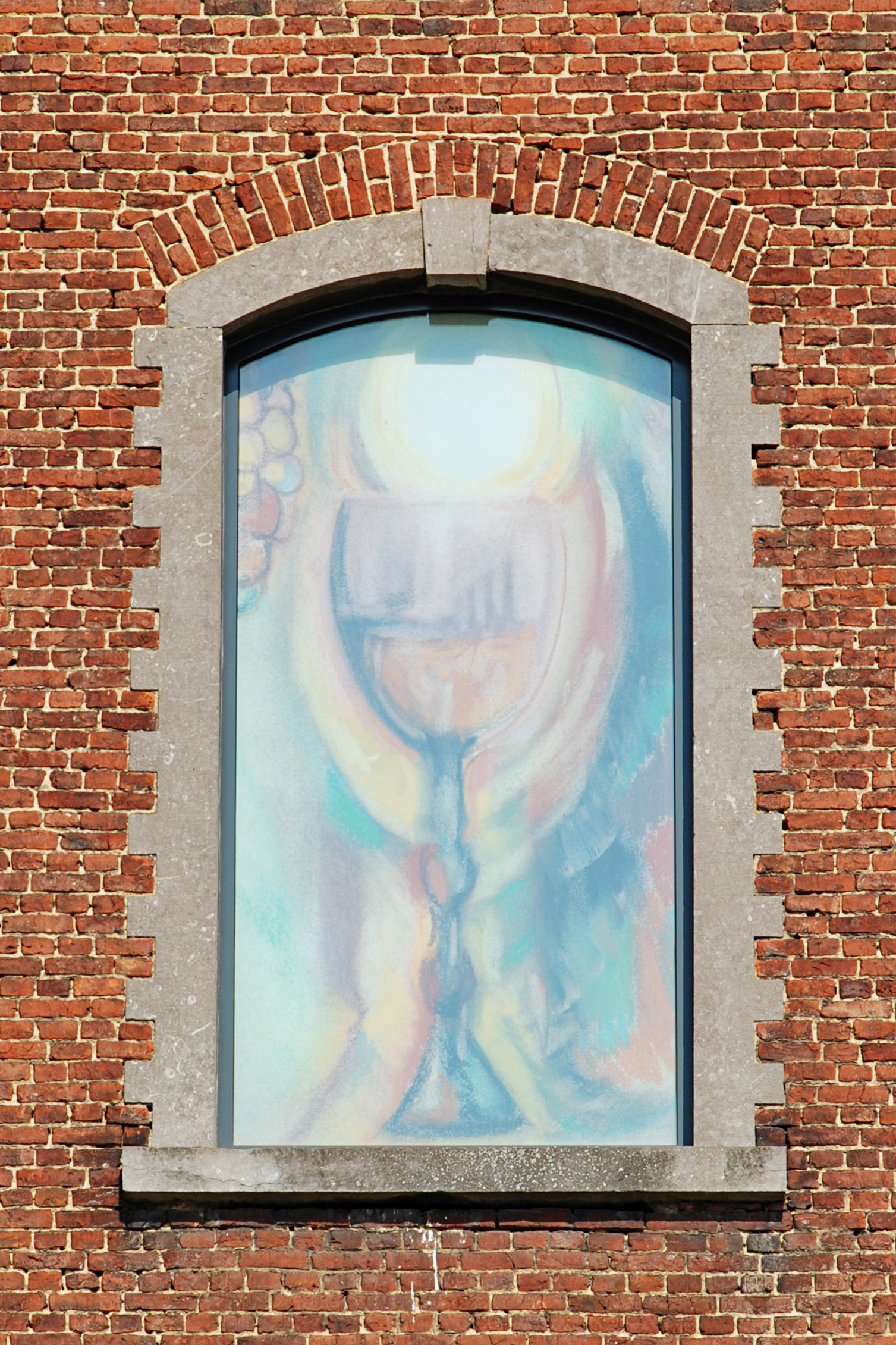
Fenêtre à arc surbaissé (verrière de 2016).
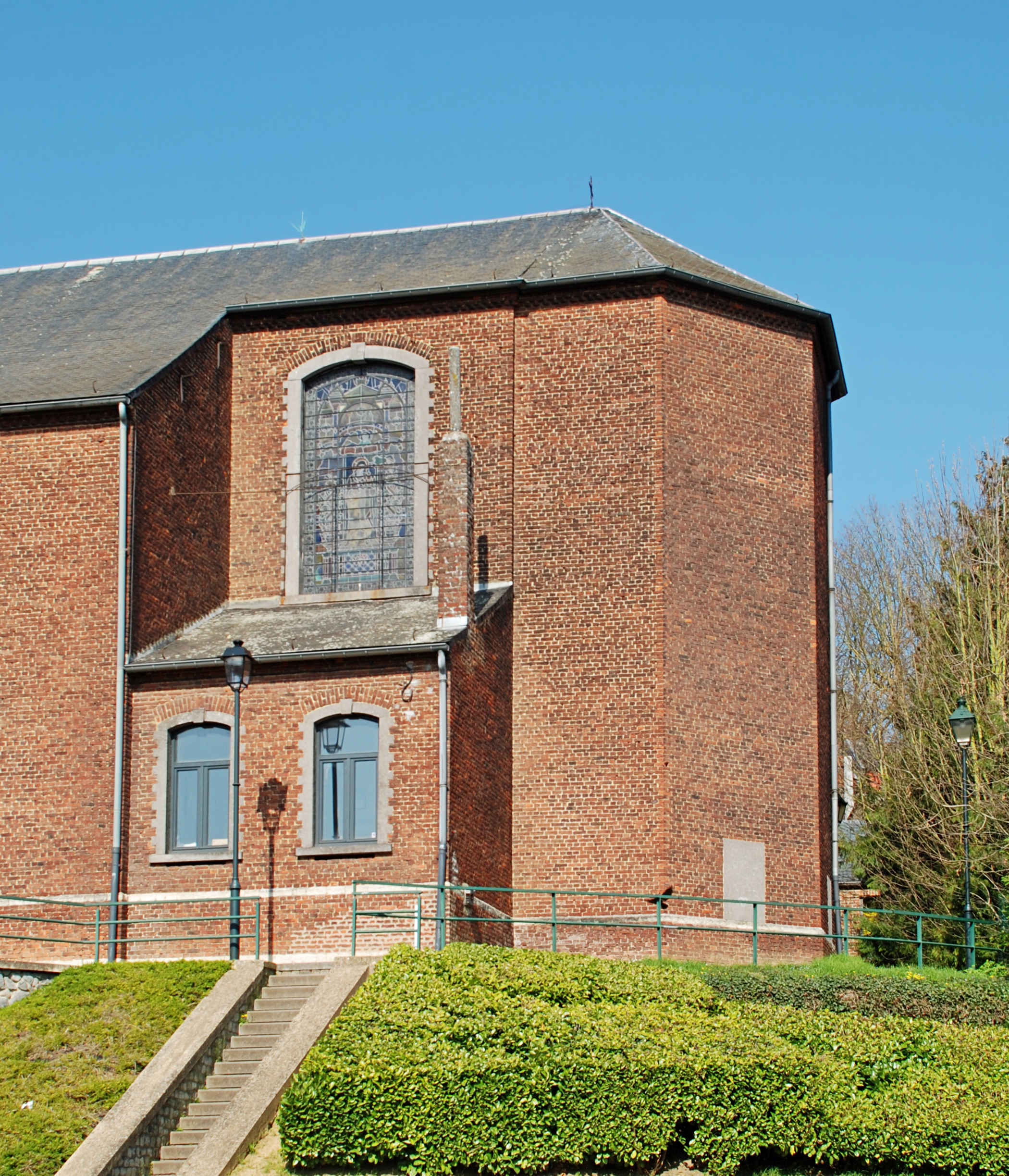
Le chevet.

## Architecture intérieure

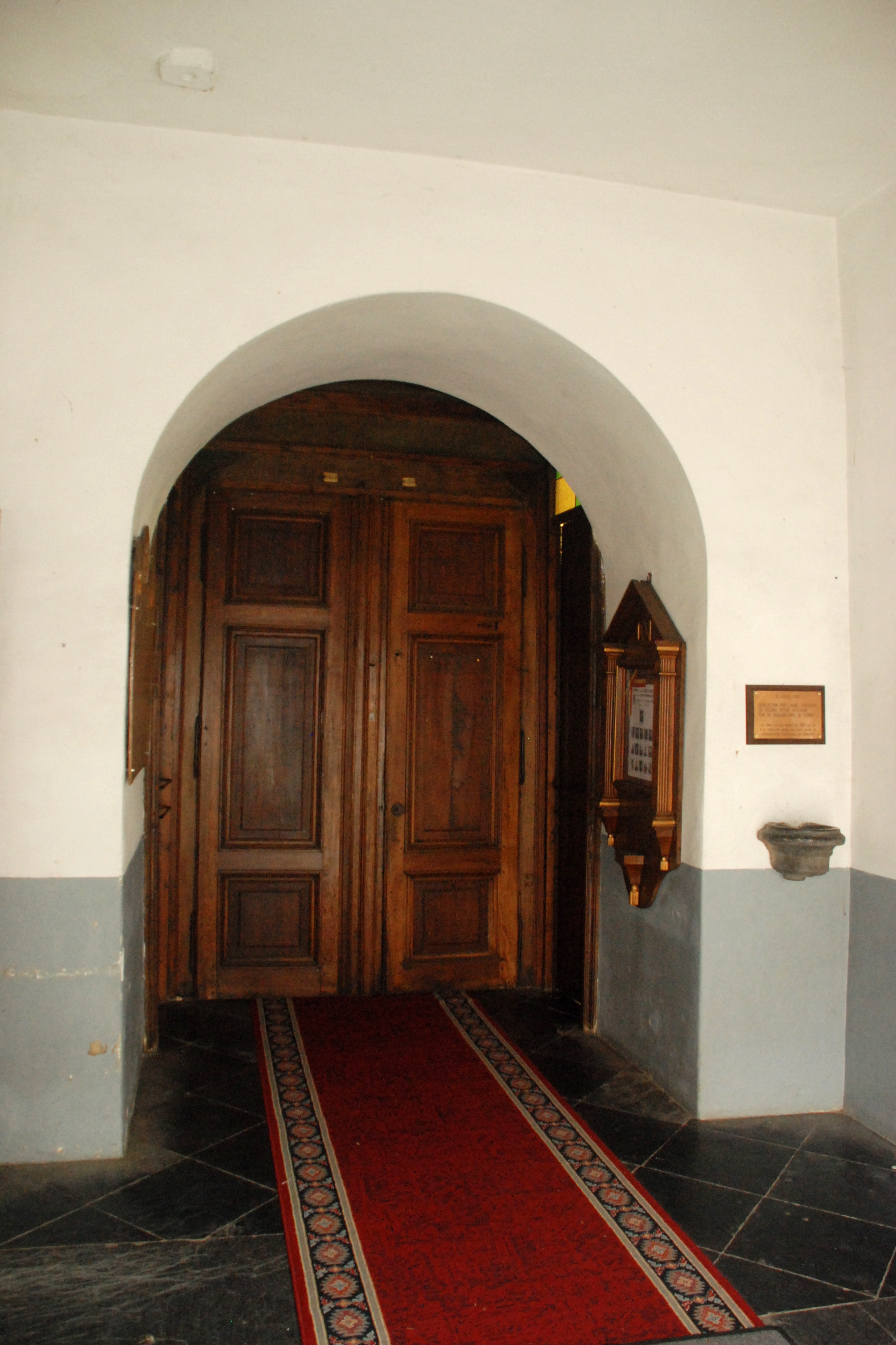
Le narthex.

### Le narthex
Le narthex , intégré à l'avant-corps occidntal, est d'origine romane. Il supporte le clocher comme il le faisait sans doute déjà à l'époque romane et s'ouvre par une arcade sur la nef de l'église.

### La nef

#### Description générale de la nef
L'intérieur, très lumineux, présente un style néo-classique majestueux que l'extérieur ne laisse pas deviner.
L'église présente un plan basilical, et est divisée en trois nefs par deux rangées de cinq colonnes d'ordre dorique, dont les extrêmes sont des colonnes engagées.
La nef centrale, couverte d'une voûte en berceau, est séparée des collatéraux par de grandes colonnes rondes portées par une base octogonale surmontée de deux tores. Les arcs portés par ces colonnes présentent un intrados orné de peintures dont les couleurs assez vives tranchent avec la couleur crème de la nef et des collatéraux.

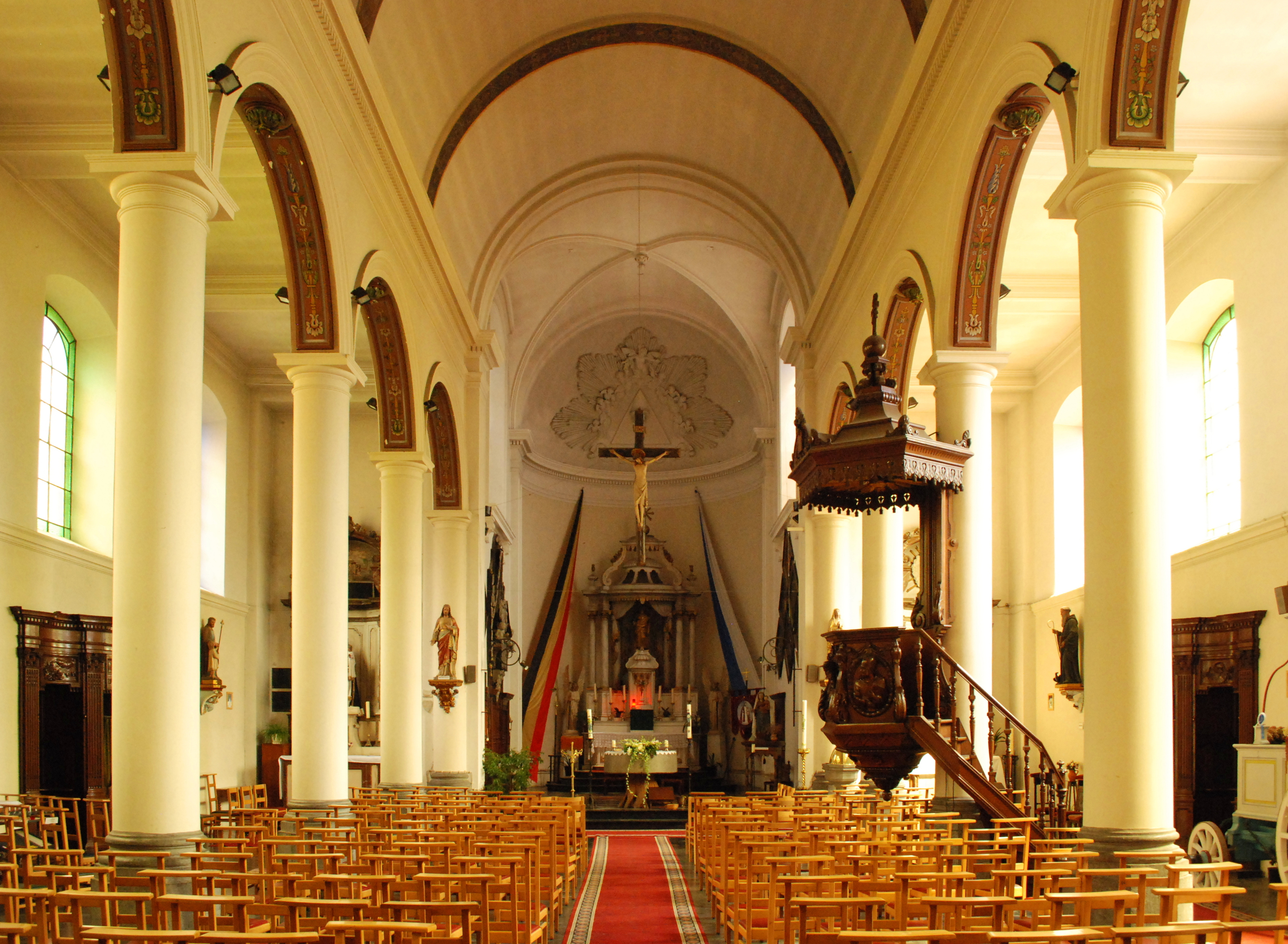
L'intérieur de plan basilical.
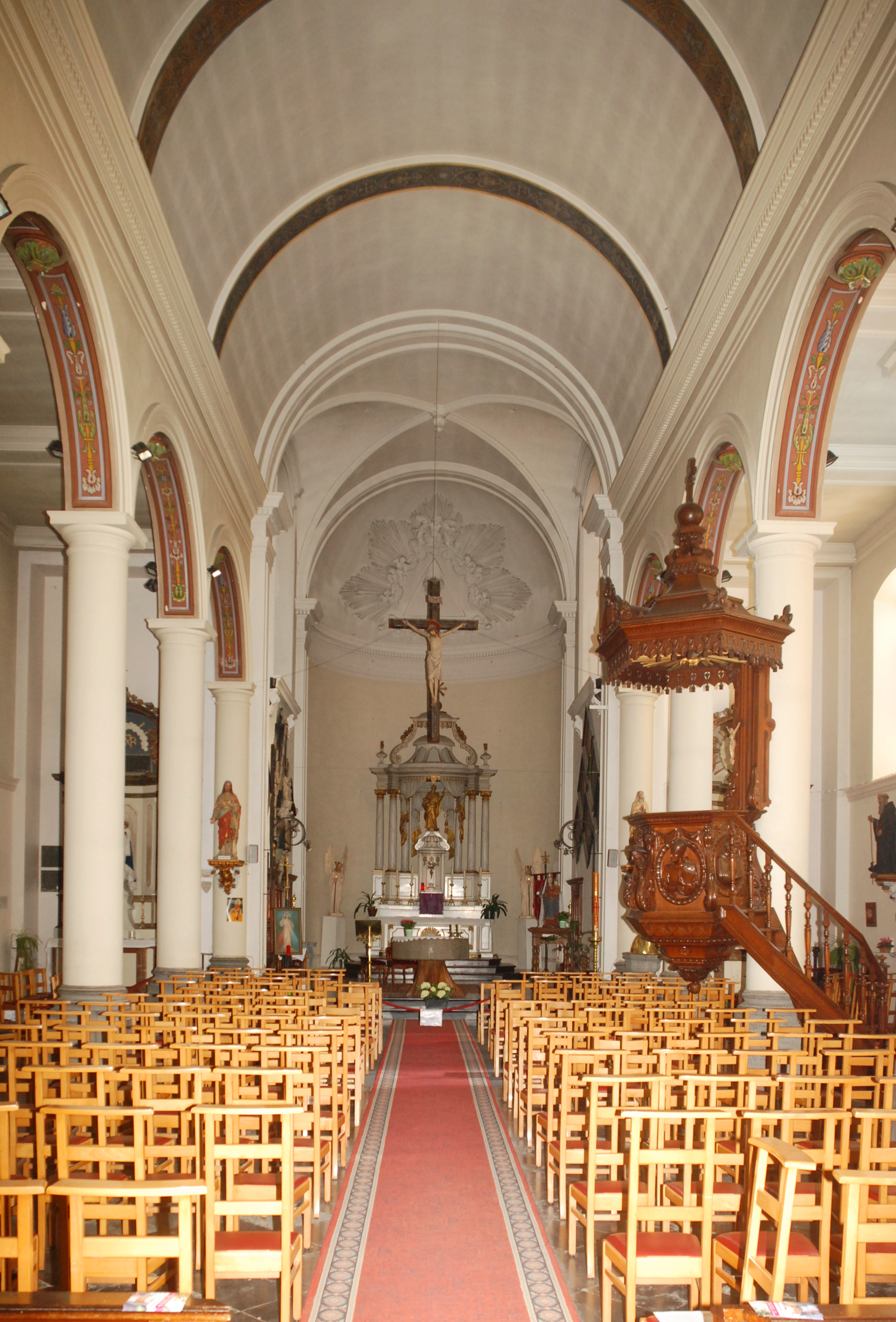
La nef vers le chœur.
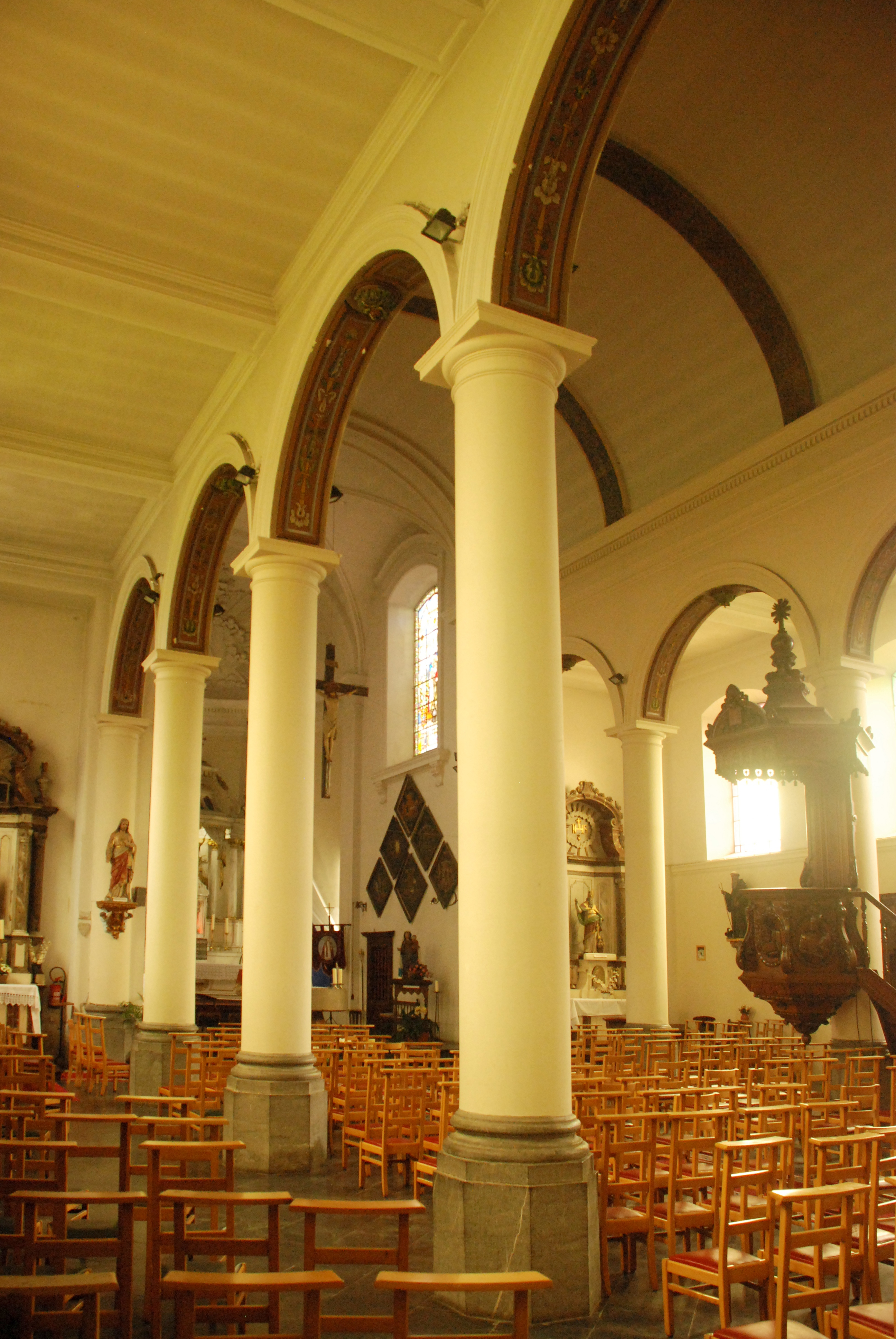
Colonnes du collatéral.

#### La chaire de vérité
La nef abrite une chaire de vérité de 1865 de style néo-baroque, œuvre du sculpteur François Jacob de Louvain. La chaire en chêne sculpté de forme polygonale, adossée à une colonne et à laquelle un escalier tournant donne accès, est surmontée d'un dais (ou abat-voix) orné de la représentation du Saint-Esprit entouré de nuages et de rayons de lumière, et cantonné de lambrequins. Sa cuve est décorée de panneaux sculptés représentant des Pères de l'Église tandis que sa porte d'accès est ornée d'un portrait de François d'Assise, auquel il manque trois doigts.

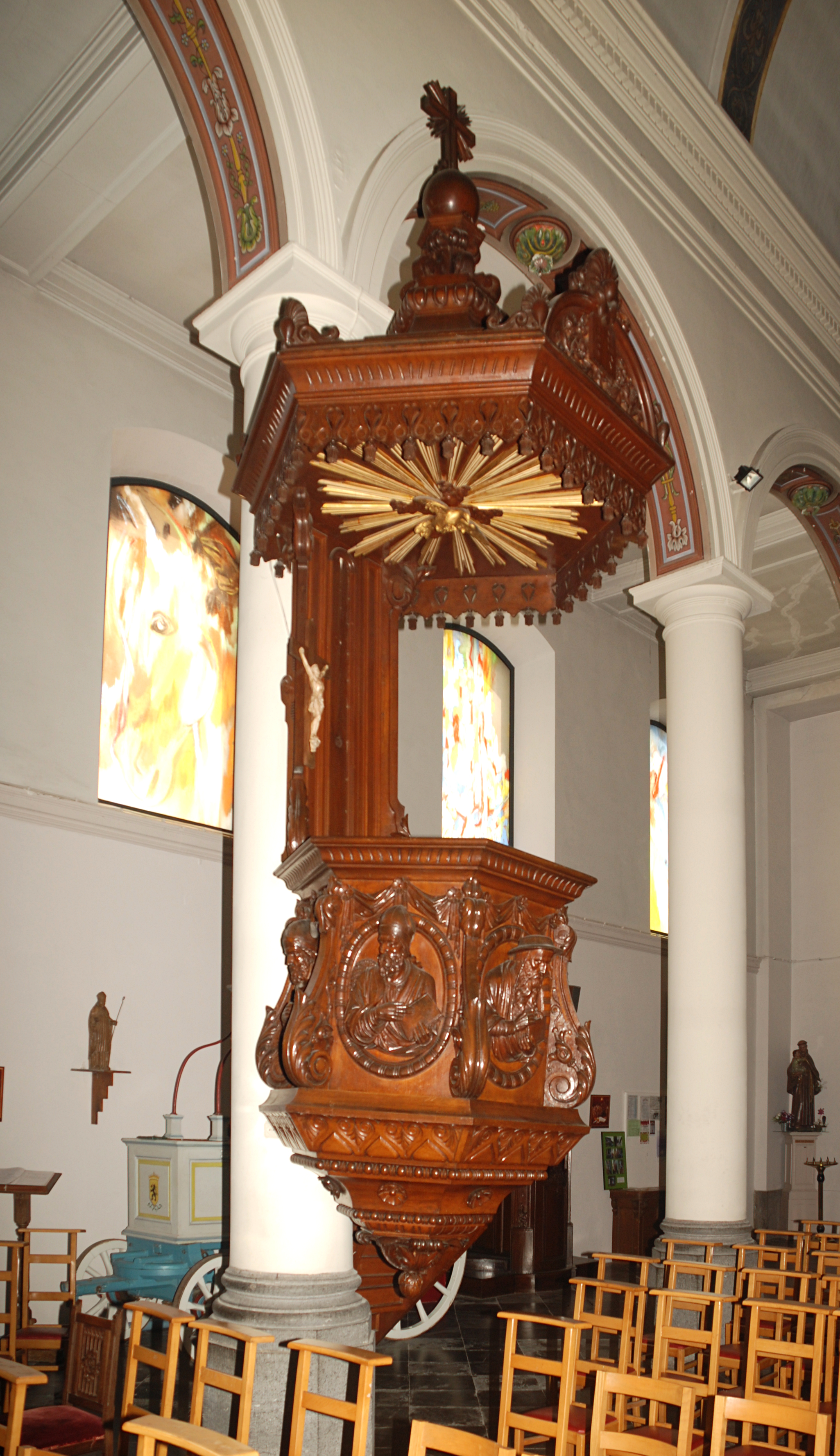
La chaire.
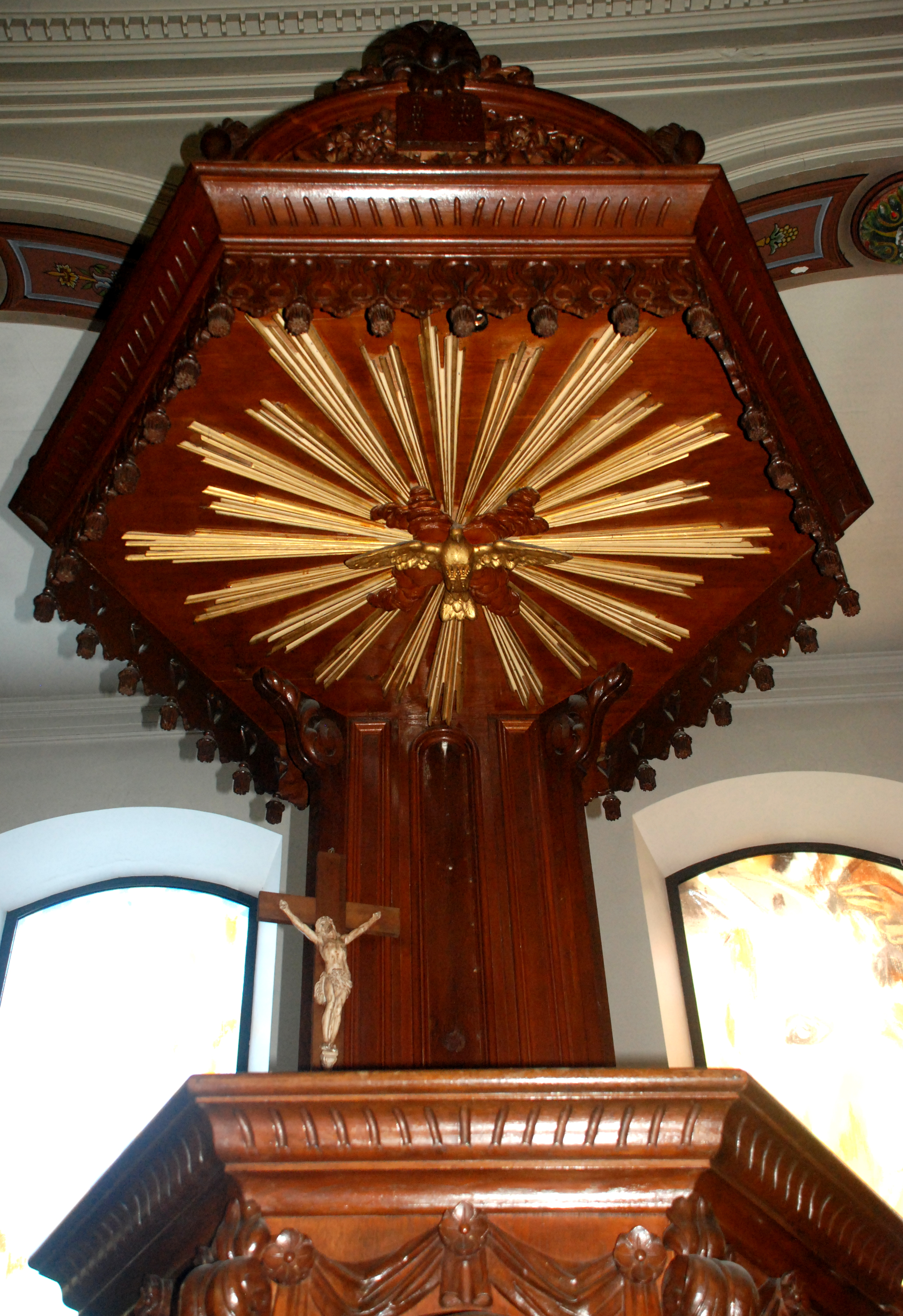
Le dais de la chaire.
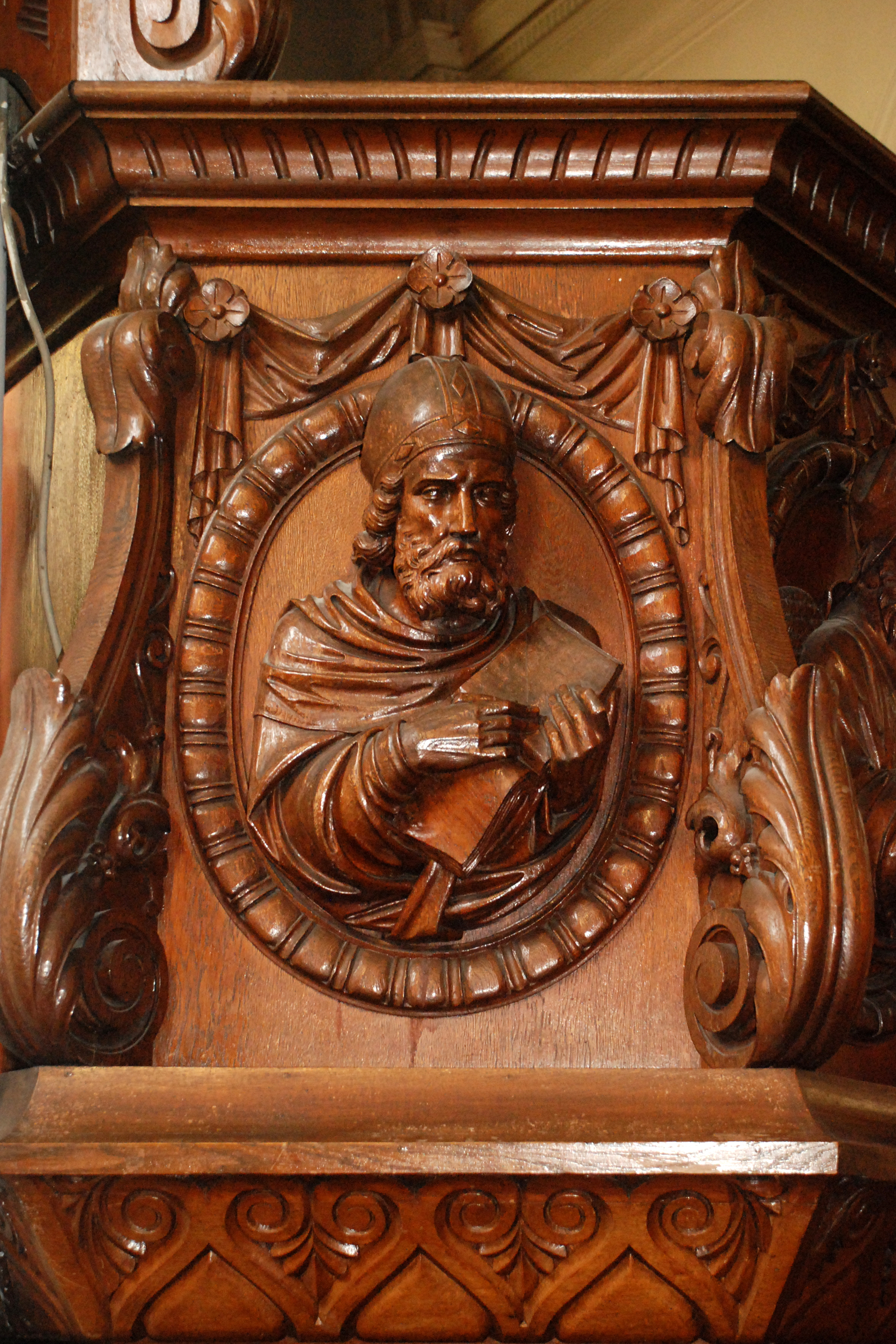
Père de l'Église.
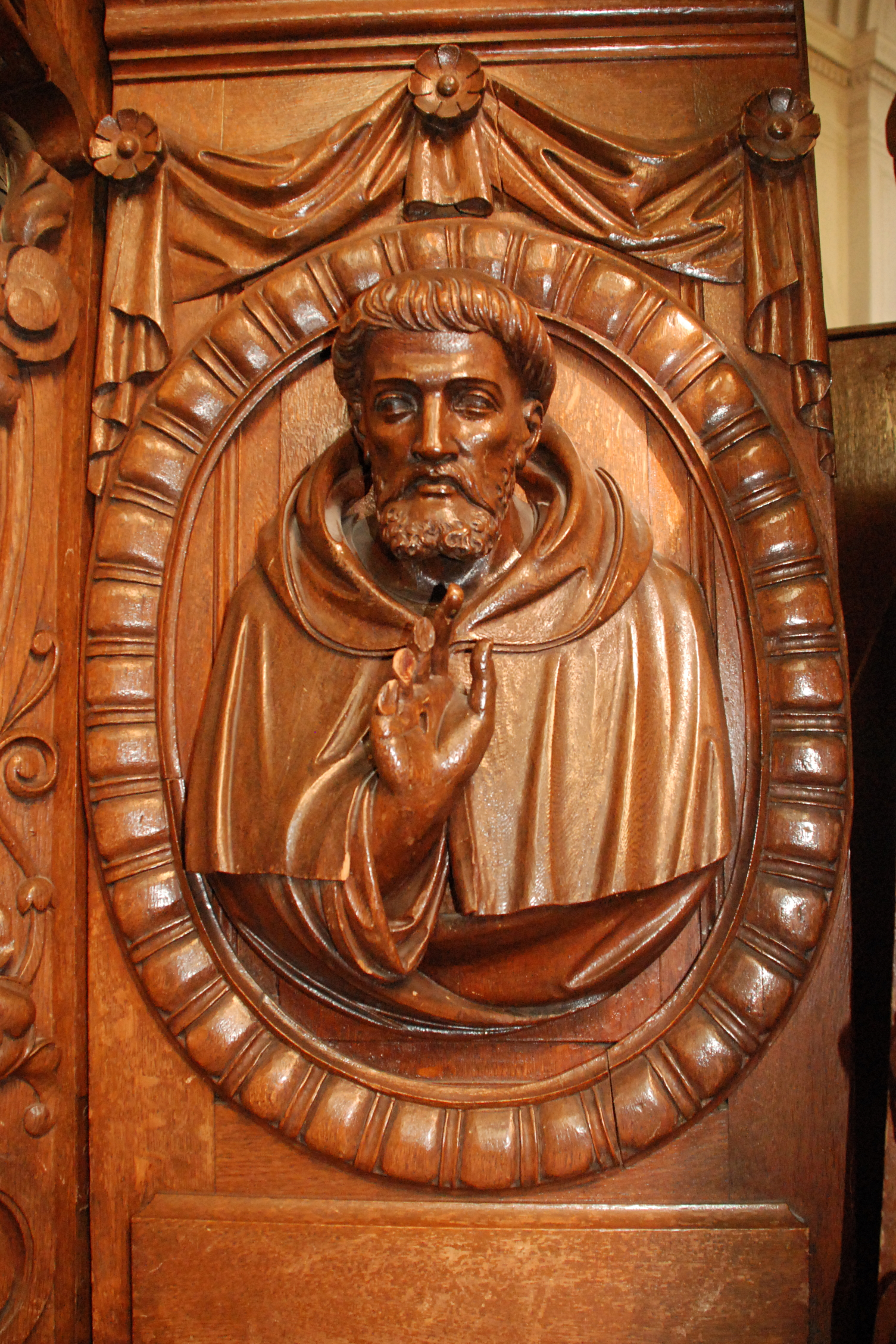
La porte de la cuve.
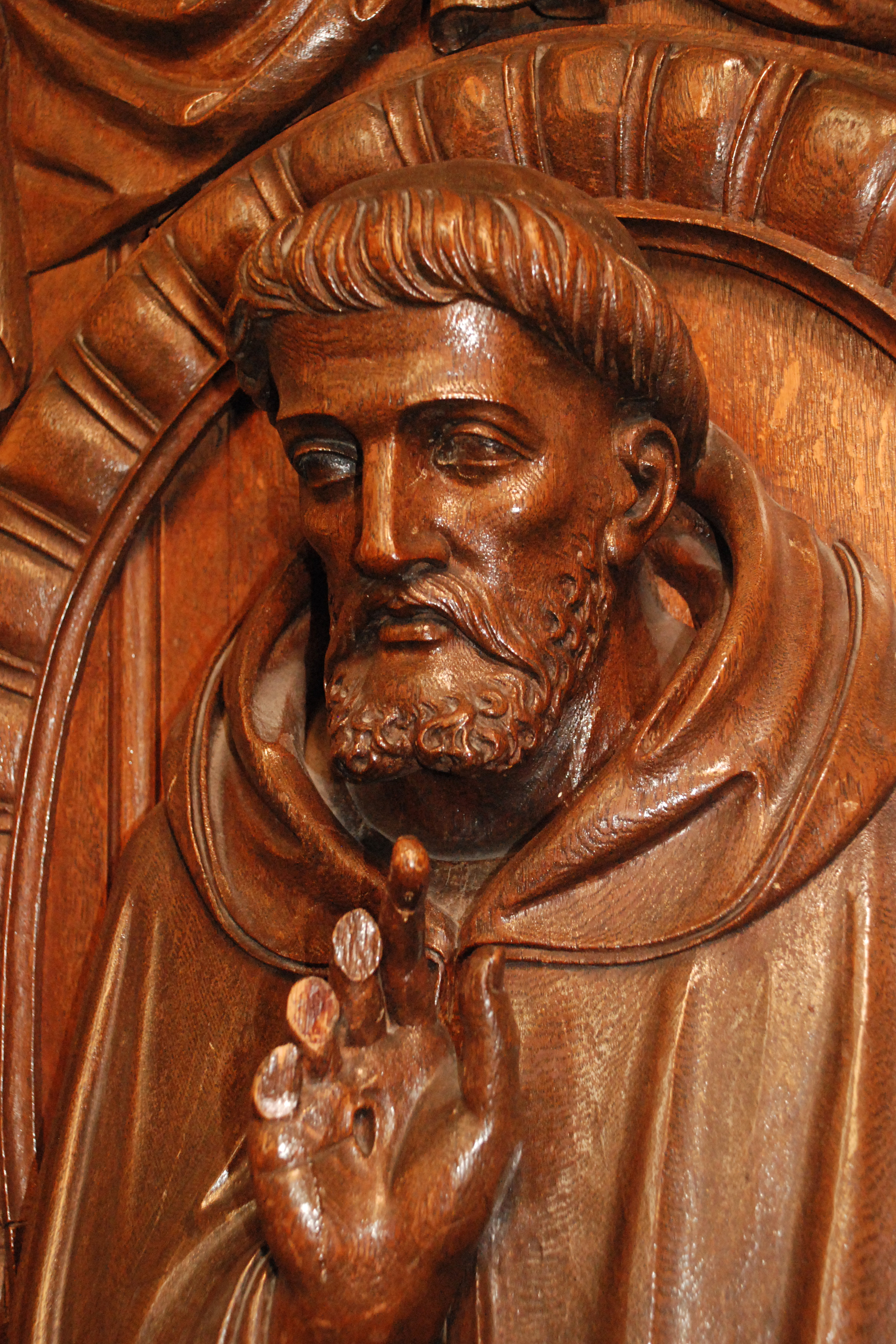
François d'Assise.

#### Les orgues
Le fond de la nef est occupé par une tribune portant des orgues en chêne, réalisées en 1853 par Louis et Florian Gheude, facteurs d'orgues à Nivelles. Un clavier de 56 notes : Montre 8', Bourdon 8', Dolce 8', Voix Céleste 8' (à Ut 2), Prestant 4', Flûte 4', Nazard 3', Doublette 2', Cornet V rangs, Trompette 8' (Basses et Dessus. Pédalier de 18 notes, sans jeux, en tirasse fixe.
La tribune, très simple, est constituée de deux colonnes toscanes portant un entablement à trois pans peint en blanc qui porte une balustrade en chêne.

Les orgues
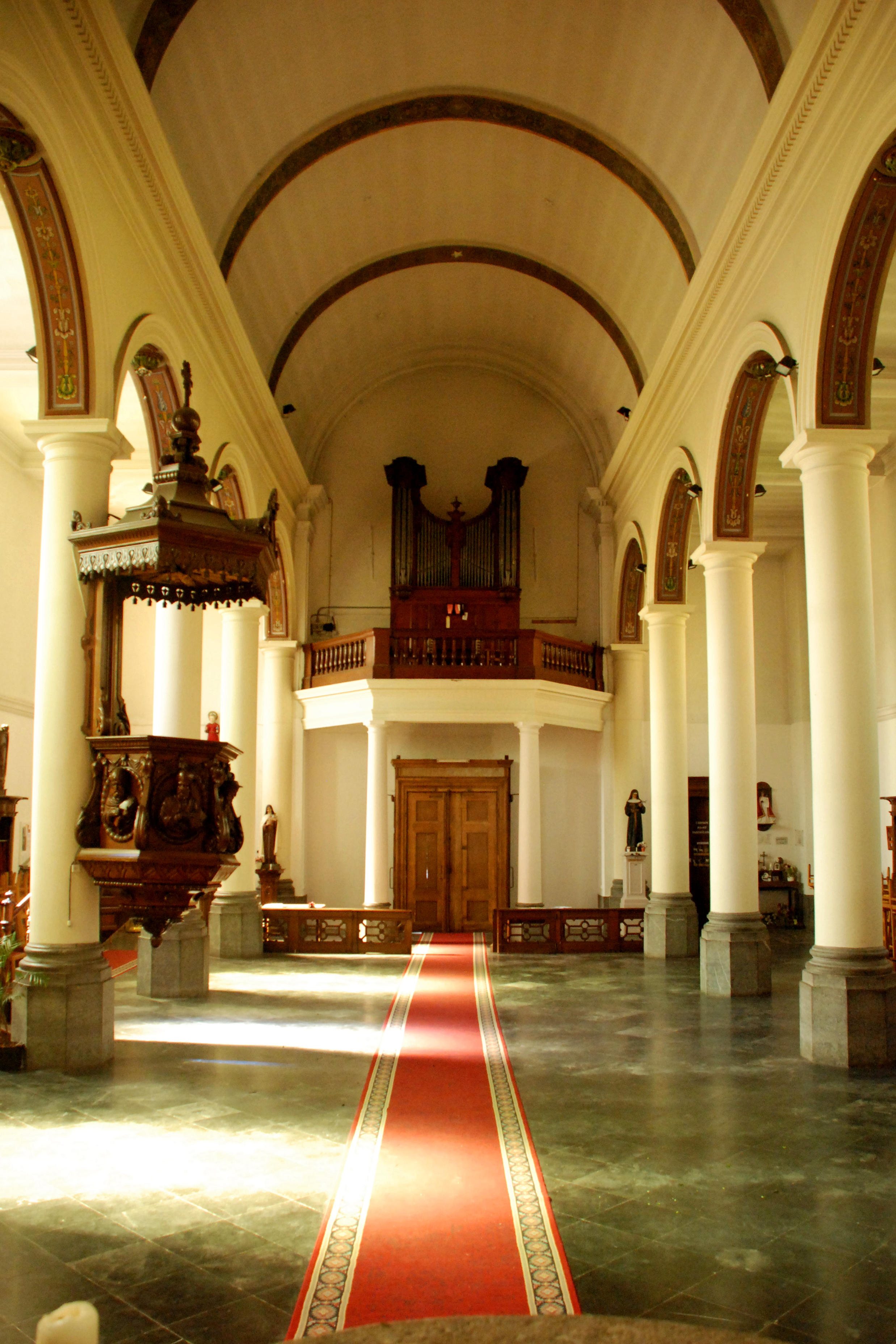
La nef sans chaises, avec vue sur les orgues.
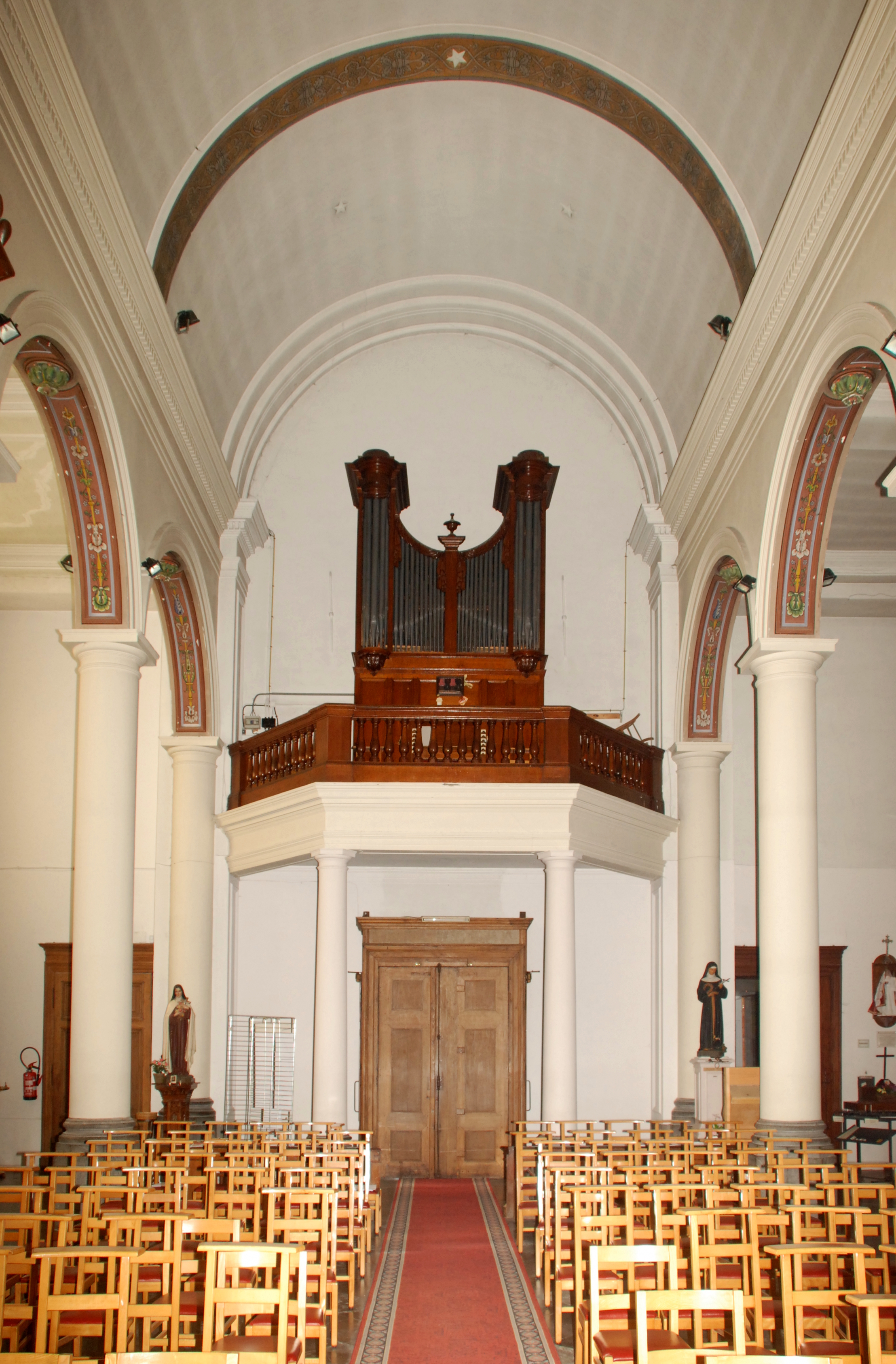
Le fond de la nef et les orgues.
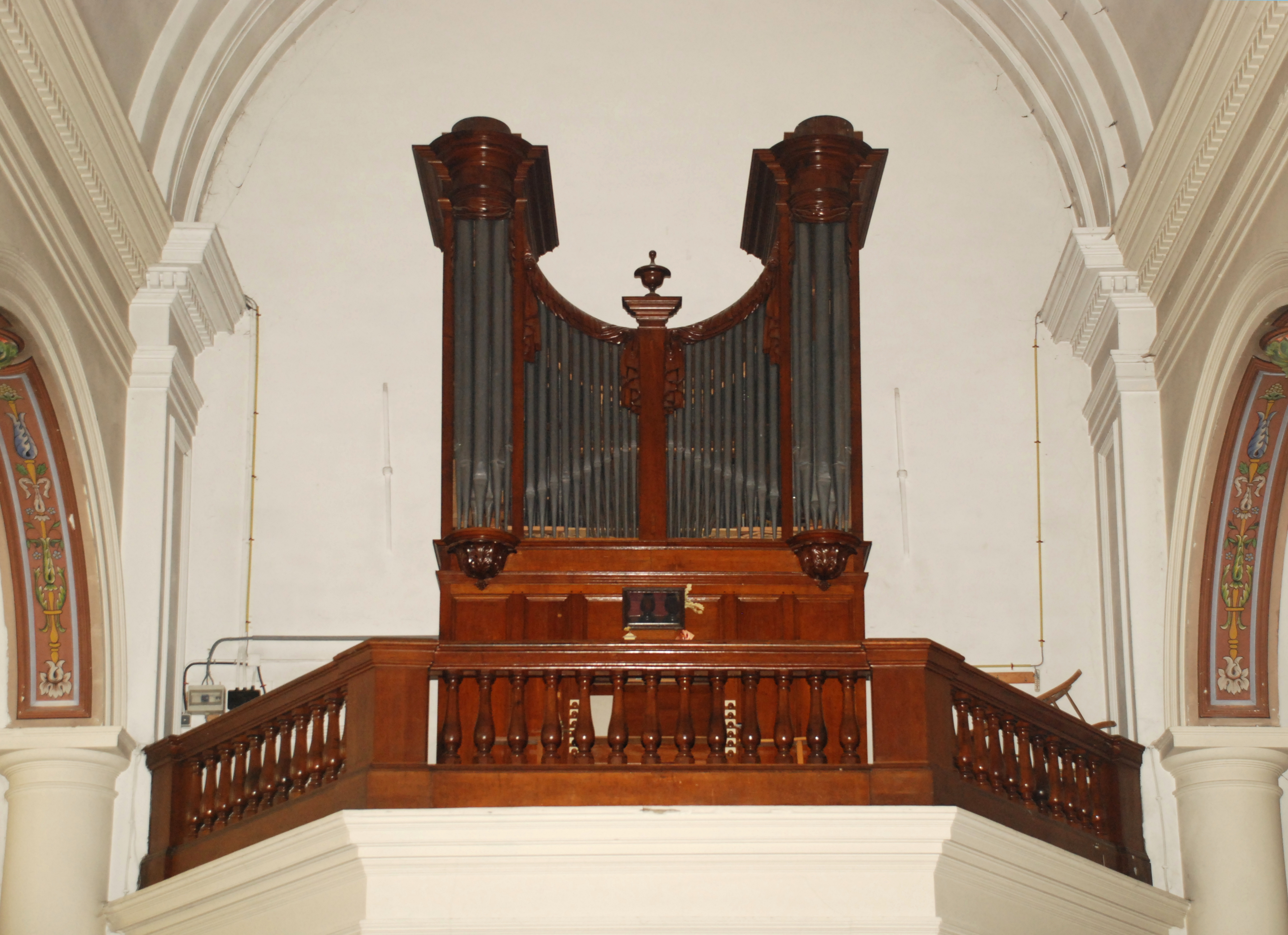
Les orgues.

### Le chœur

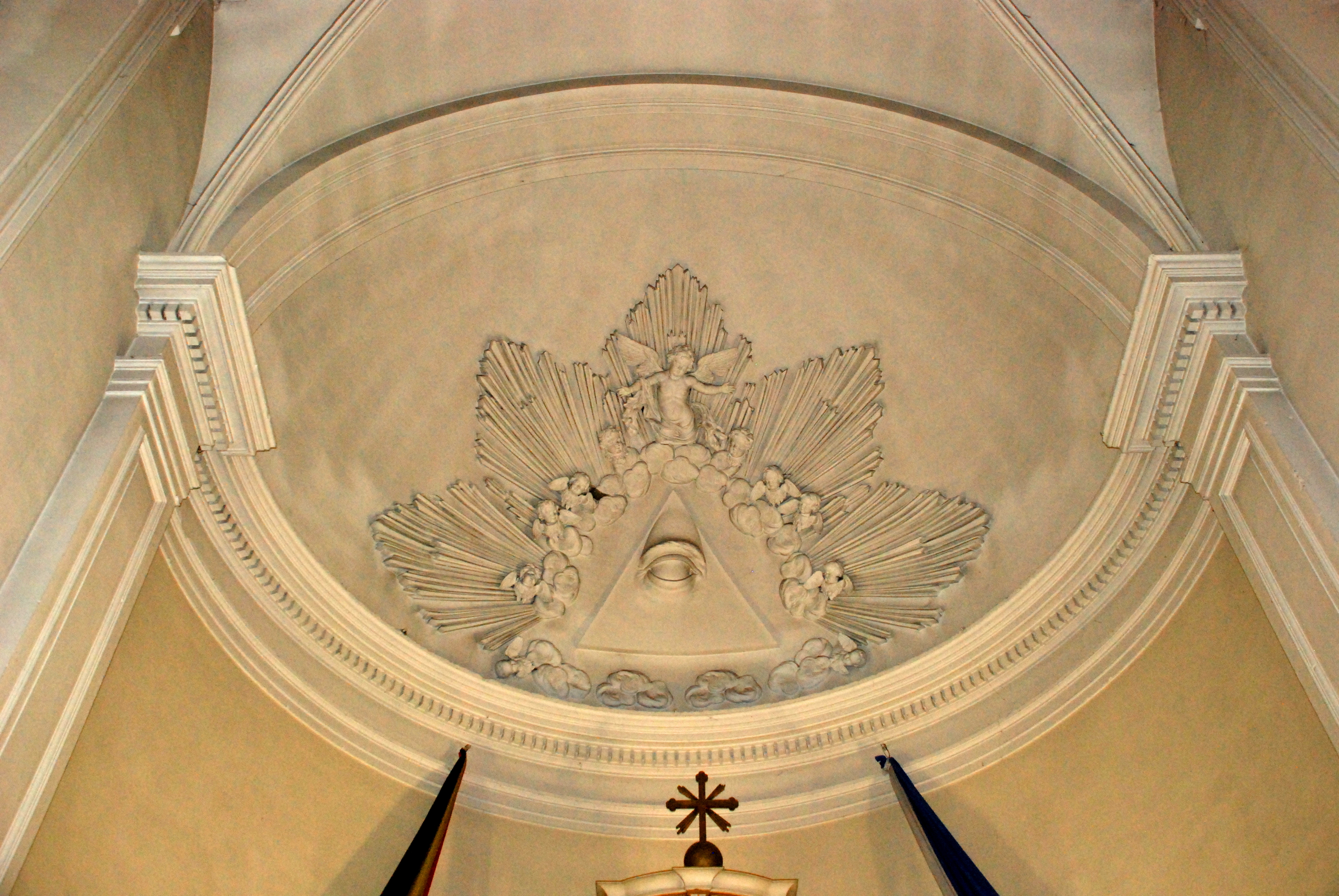
L'œil de la Providence qui orne la voûte de l'abside.

Le chœur est composé d'une travée de chœur et d'une abside semi-circulaire ornée d'une frise de denticules et couverte d'une voûte en cul-de-four, ornée d'un motif en stuc baroque représentant l'œil de la Providence, un œil figuré dans un triangle entouré de nuages, d'angelots et de rayons de lumière.
Le maître-autel du XVIIIe siècle est entouré du drapeau belge et du drapeau de Bousval (bleu et blanc).
L'autel blanc et or, de style baroque, comprend un haut tabernacle encadré de six colonnes dont les chapiteaux composites supportent un baldaquin orné de lambrequins, de draperies et de deux pots à feu, au-dessus duquel prend place un dais à volutes sommé de l'orbe, un globe coiffé d'une croix symbolisant la domination de Dieu sur le monde.
Le tabernacle porte une statue de saint Barthélemy, réalisée en bois doré et datée de 1700-1710, qui représente le saint avec un long poignard, instrument de son martyre, dans une main et le livre des Évangiles dans l'autre.
Le mur de gauche de la travée de chœur porte le mausolée en marbre de la famille comtale van der Stegen.

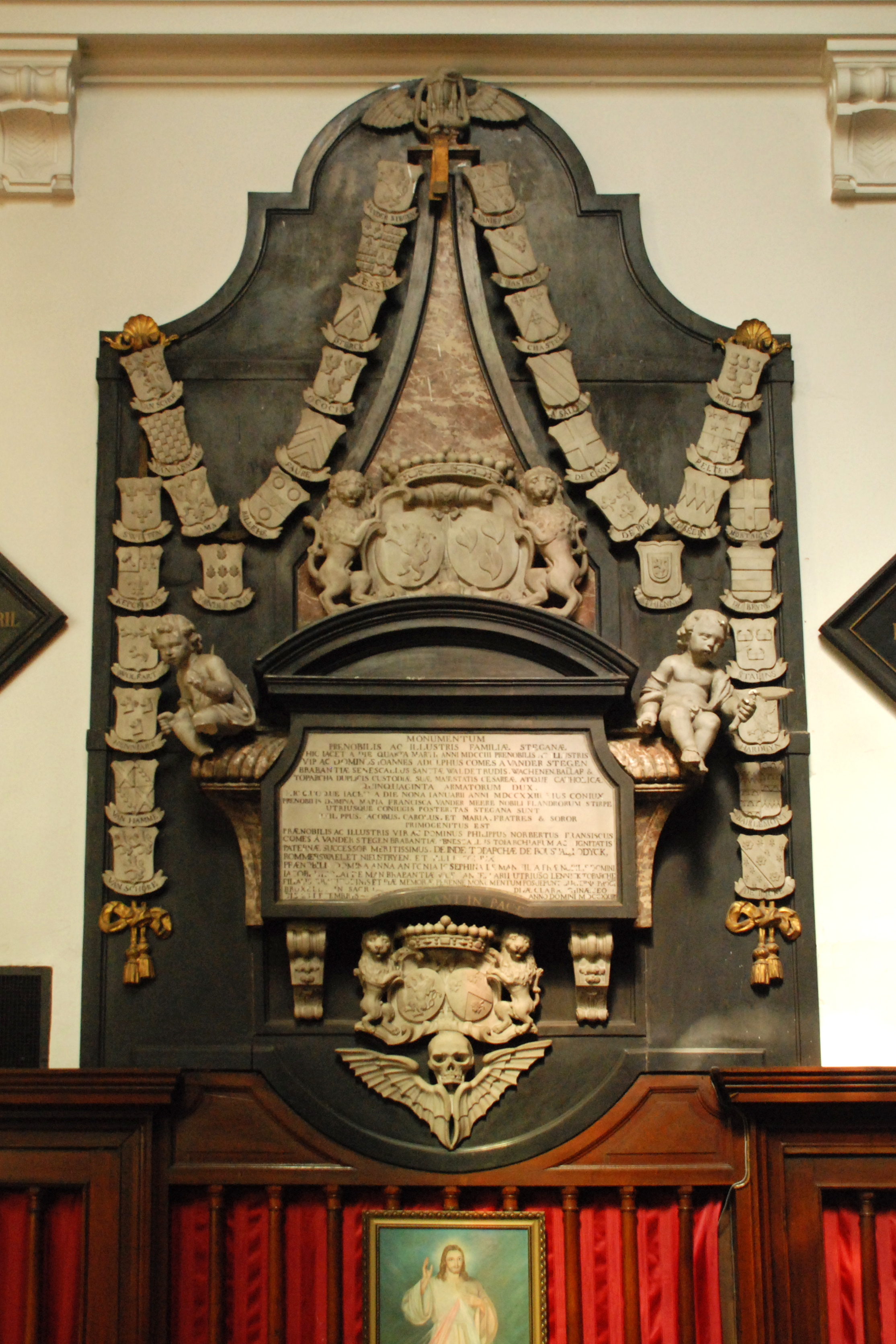
Le mausolée.
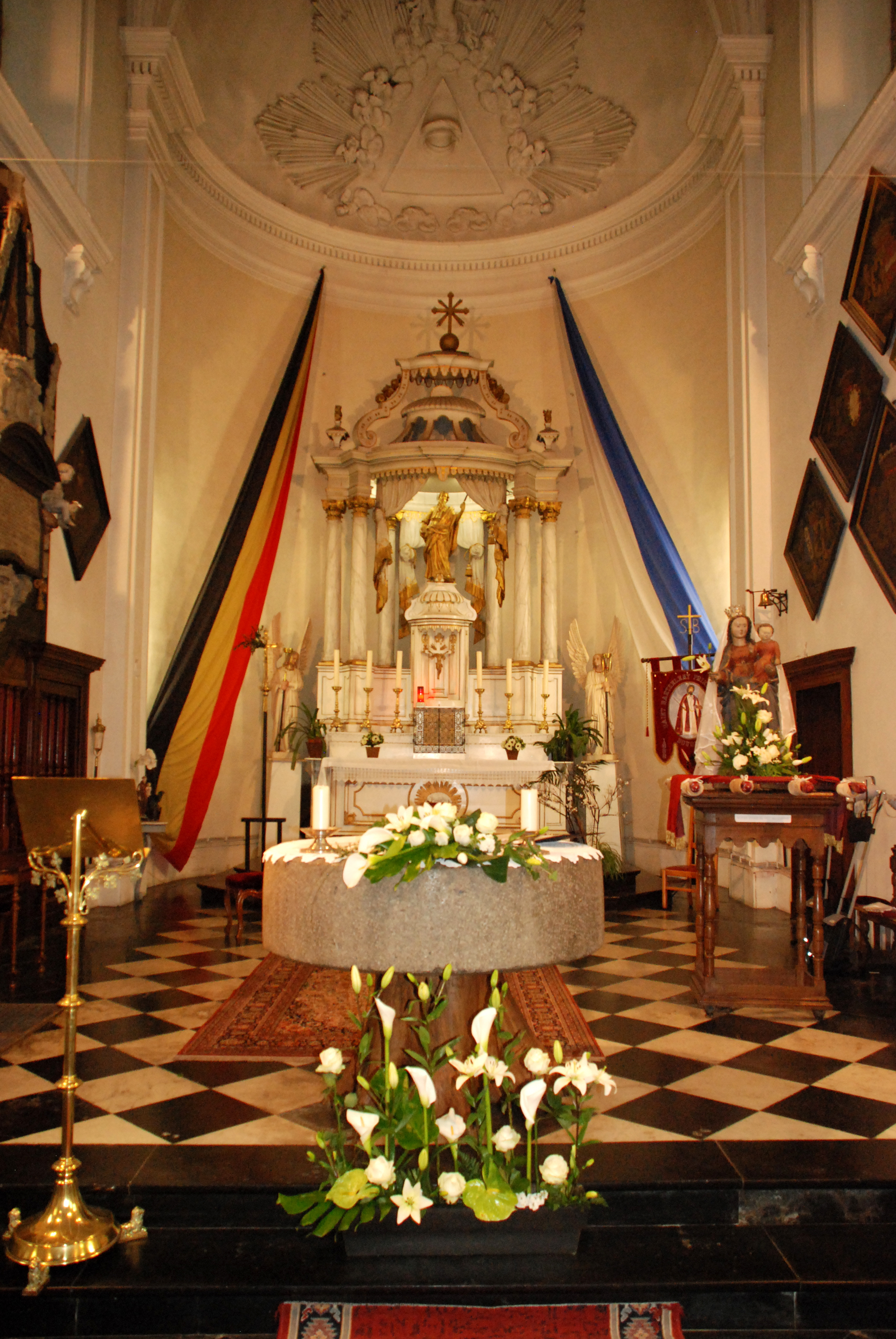
Le chœur.
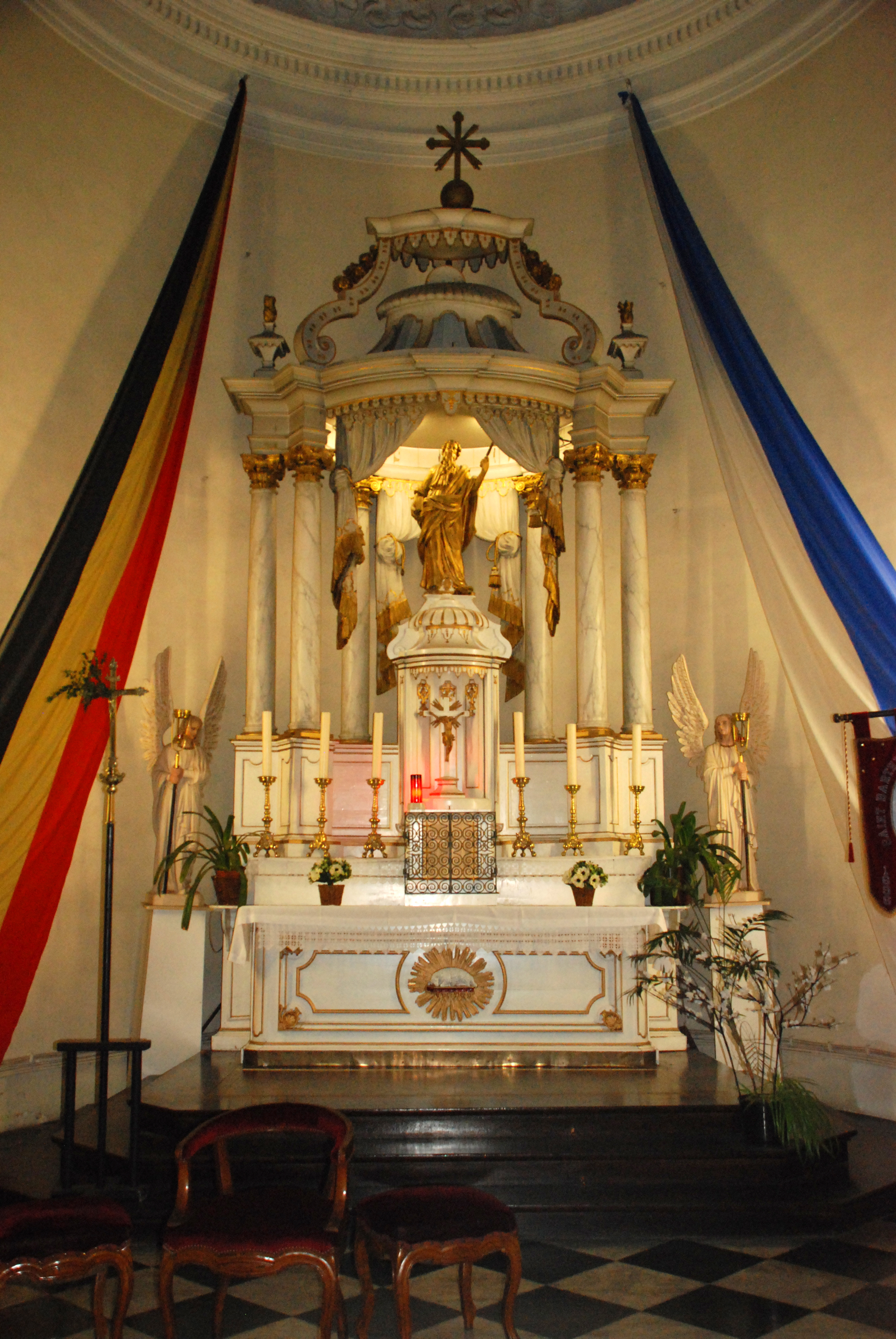
Le maître-autel.
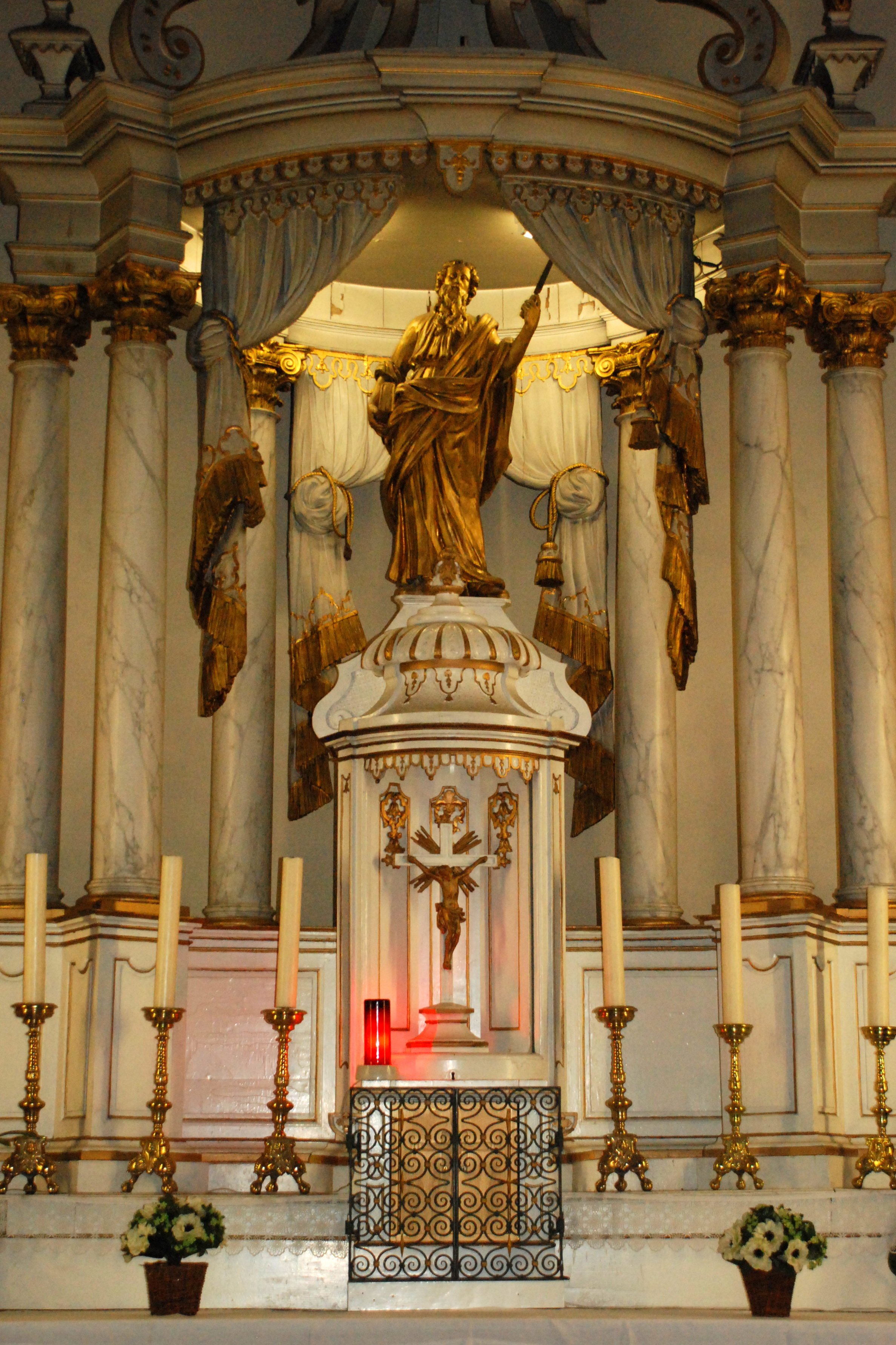
Le tabernacle et la statue.
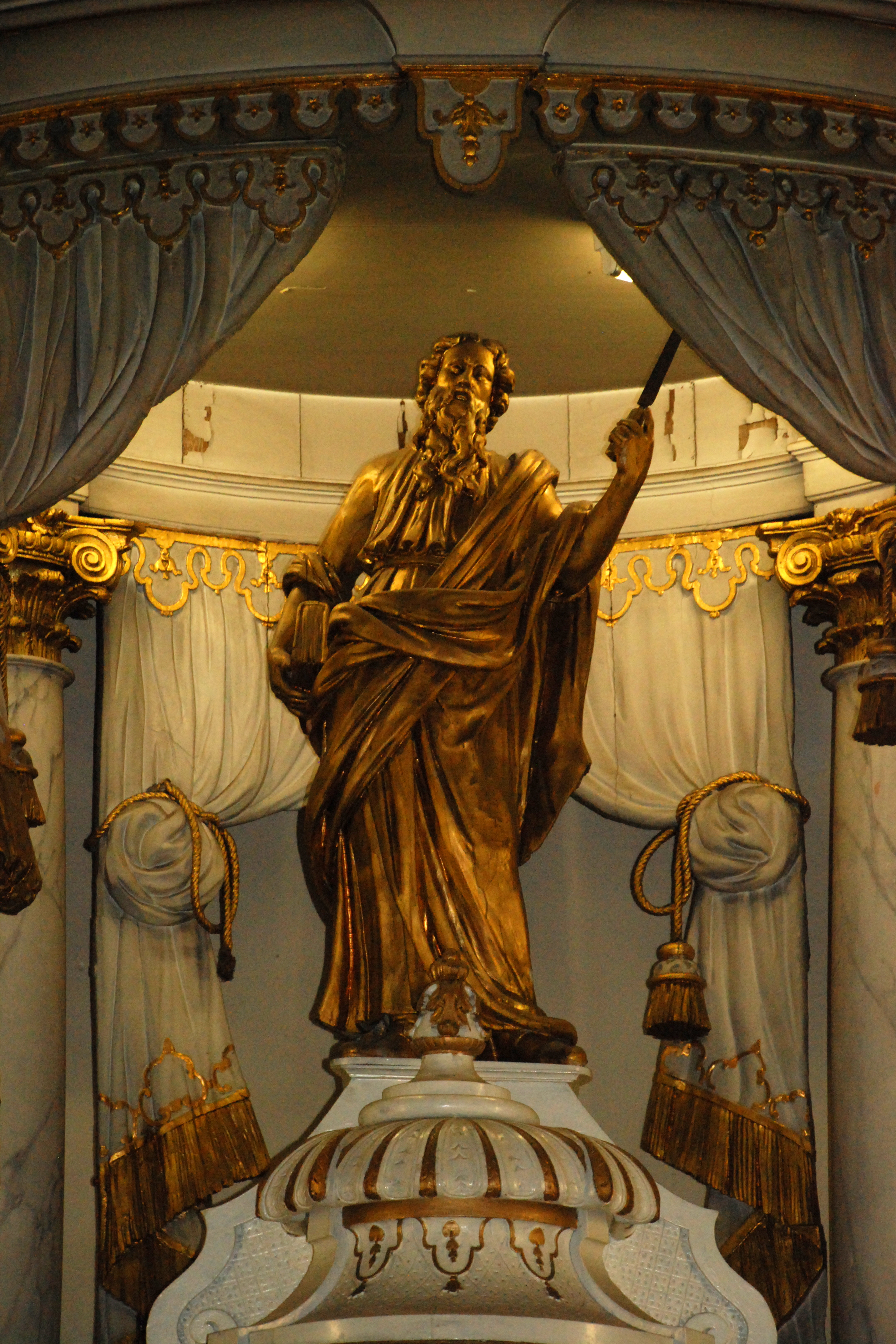
Statue de saint Barthélemy.

### Les collatéraux

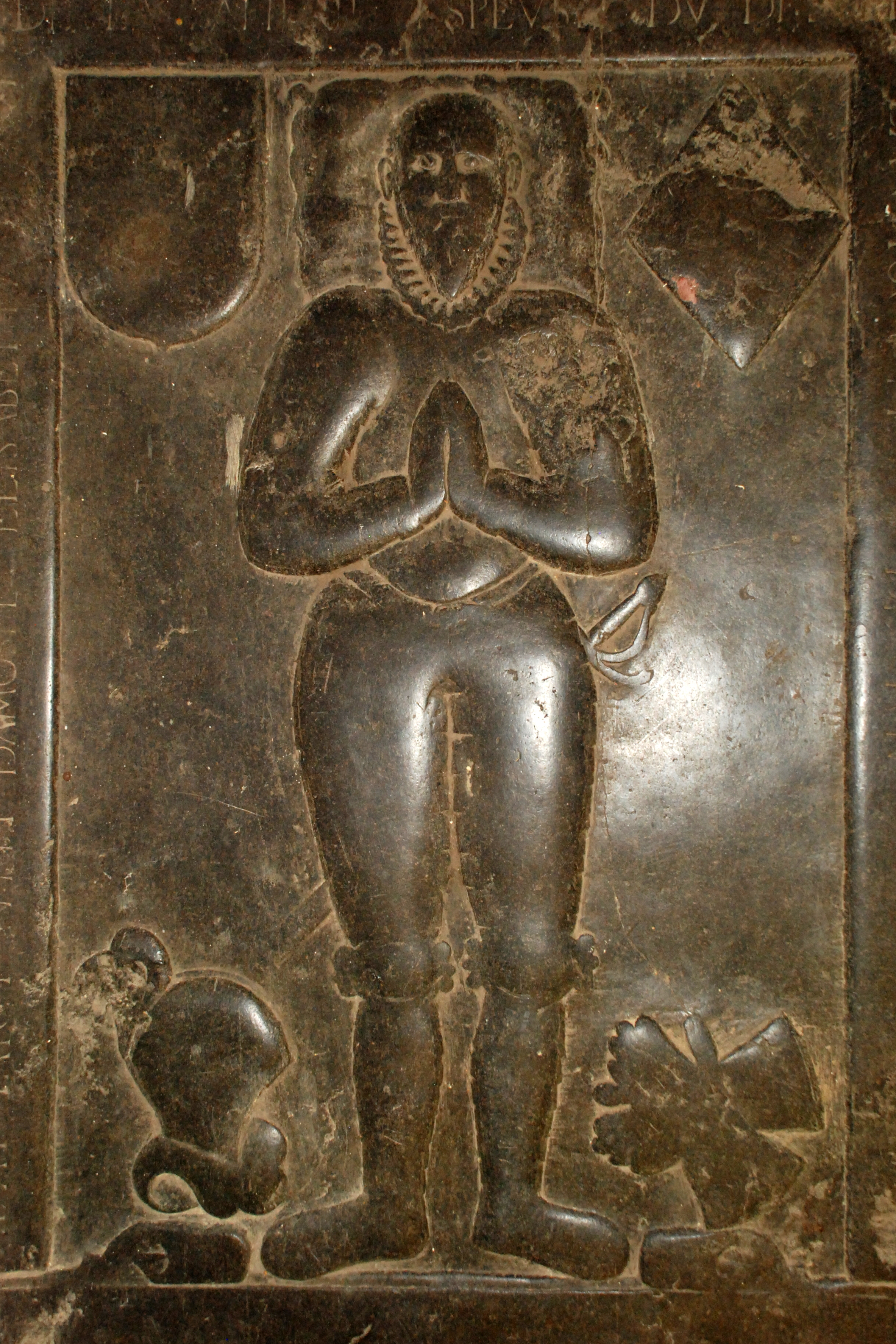
Dalle funéraire d'un seigneur de la Baillerie.

Chaque collatéral se termine, près du chœur, par un autel.
Ces deux autels de style baroque, quasiment identiques, sont composés chacun d'une table simple surmontée d'un retable incurvé orné d'une statue encadrée de quatre colonnes dont les chapiteaux composites supportent un puissant entablement sommé de deux pots à feu et d'un fronton à volutes orné d'un motif rayonnant.
L'autel de gauche abrite la statue de la Vierge,. Son fronton contient les lettres « A » et « M » entrelacées, résumant la formule latine « Auspice Maria » que l'on peut traduire par « Sous la protection de Marie », suivies de la lettre « R » pour « Regina » (Reine).
L'autel de droite abrite la statue de saint Nicolas,. Son fronton contient le monogramme IHS, translittération du nom de « Jésus » en grec.
Les collatéraux abritent un important patrimoine :
- collatéral gauche :
  - la dalle funéraire du Capitaine Thierry Le Jeune (voir plus loin) ;
- collatéral droit :
  - des fonts baptismaux de 1555[5] en pierre bleue (petit granit), à cuve octogonale ;
  - le char de saint-Barthélemy (voir plus loin) ;
  - la dalle funéraire d'un seigneur de la Baillerie, plus usée que celle de Thierry Le Jeune, où on peut encore lire :

ce at faict noble damoiselle isabelle… de la baillerie iespeuse du descede l'an 1608, le 5 de juin

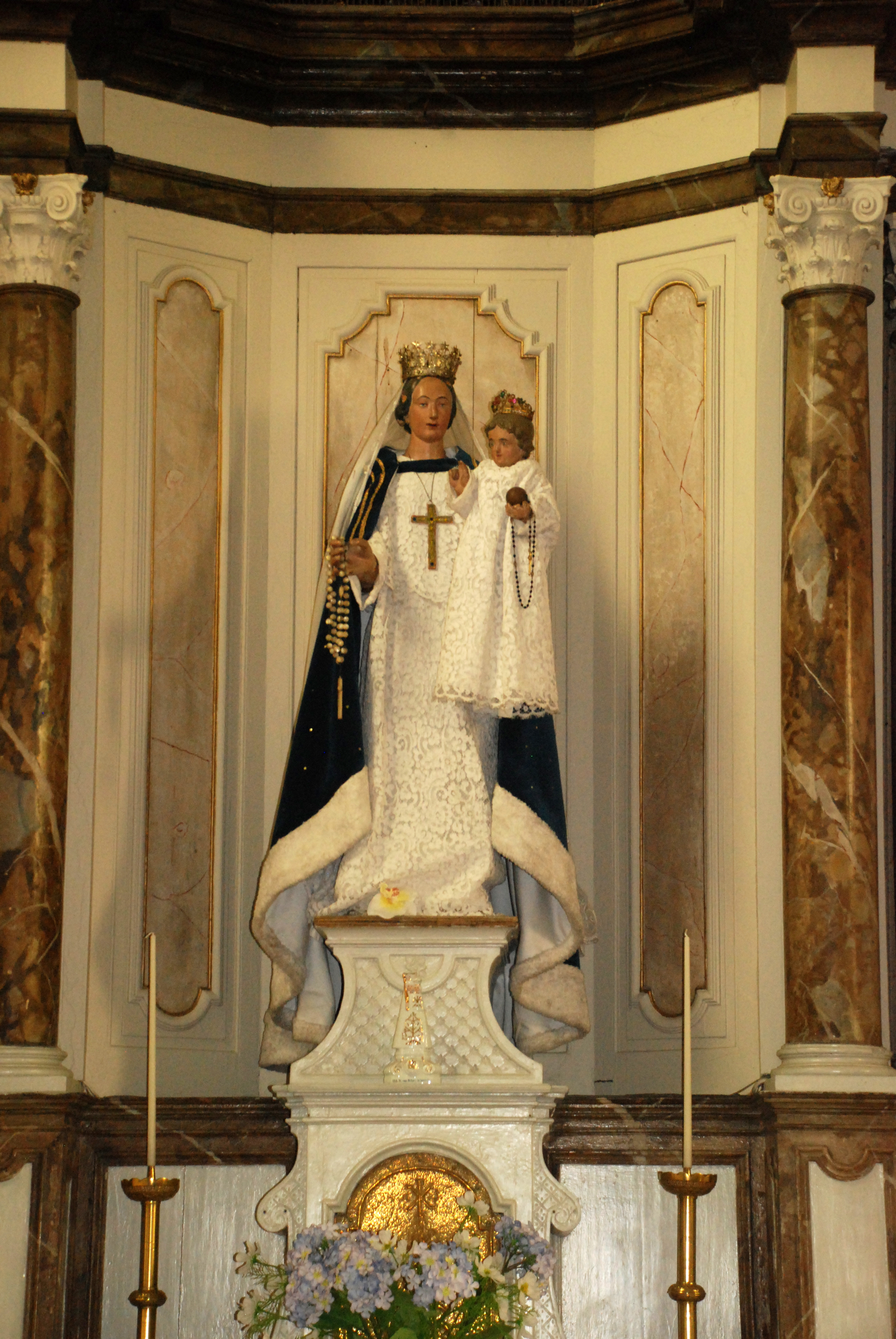
Statue de la Vierge.
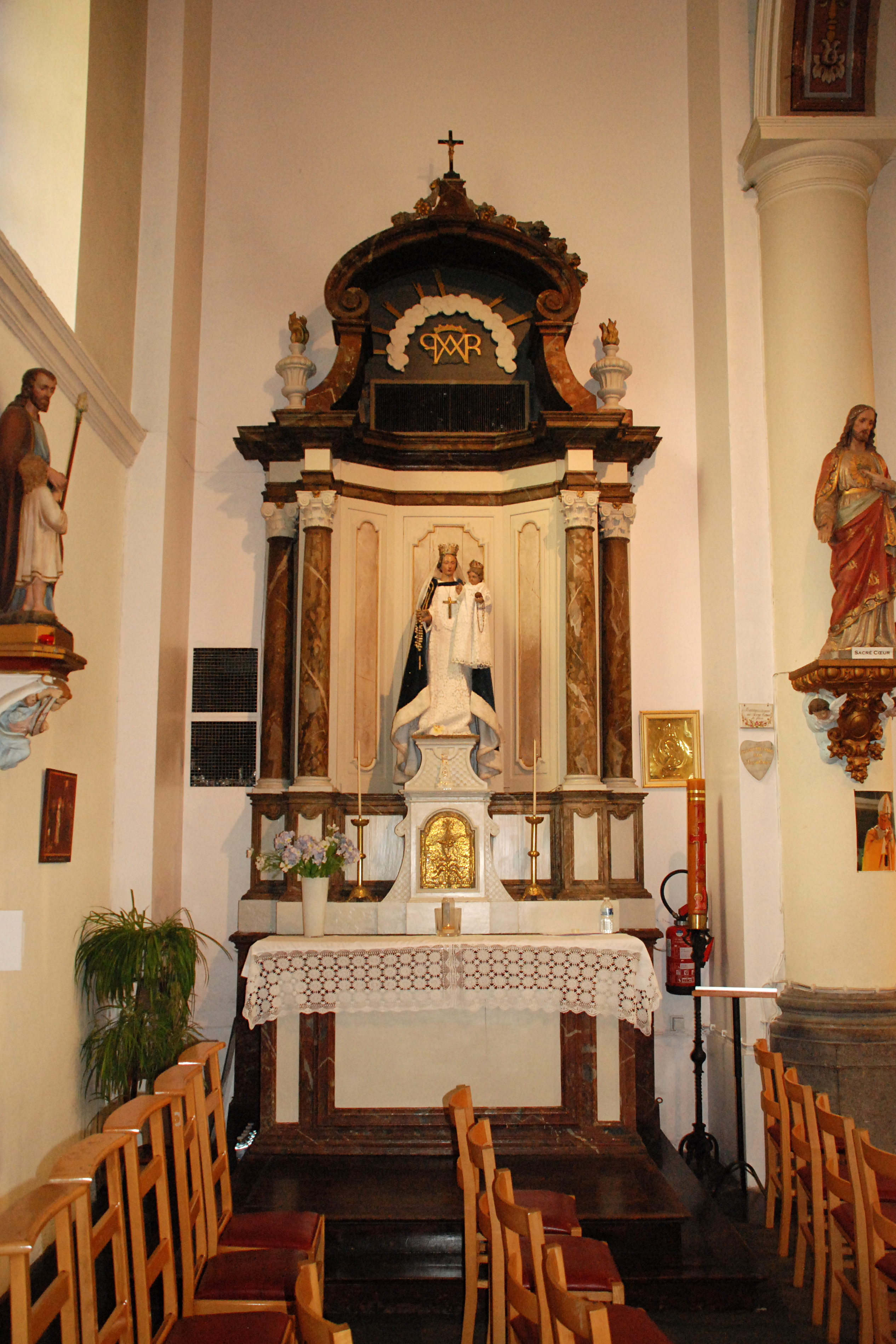
Autel de la Vierge.
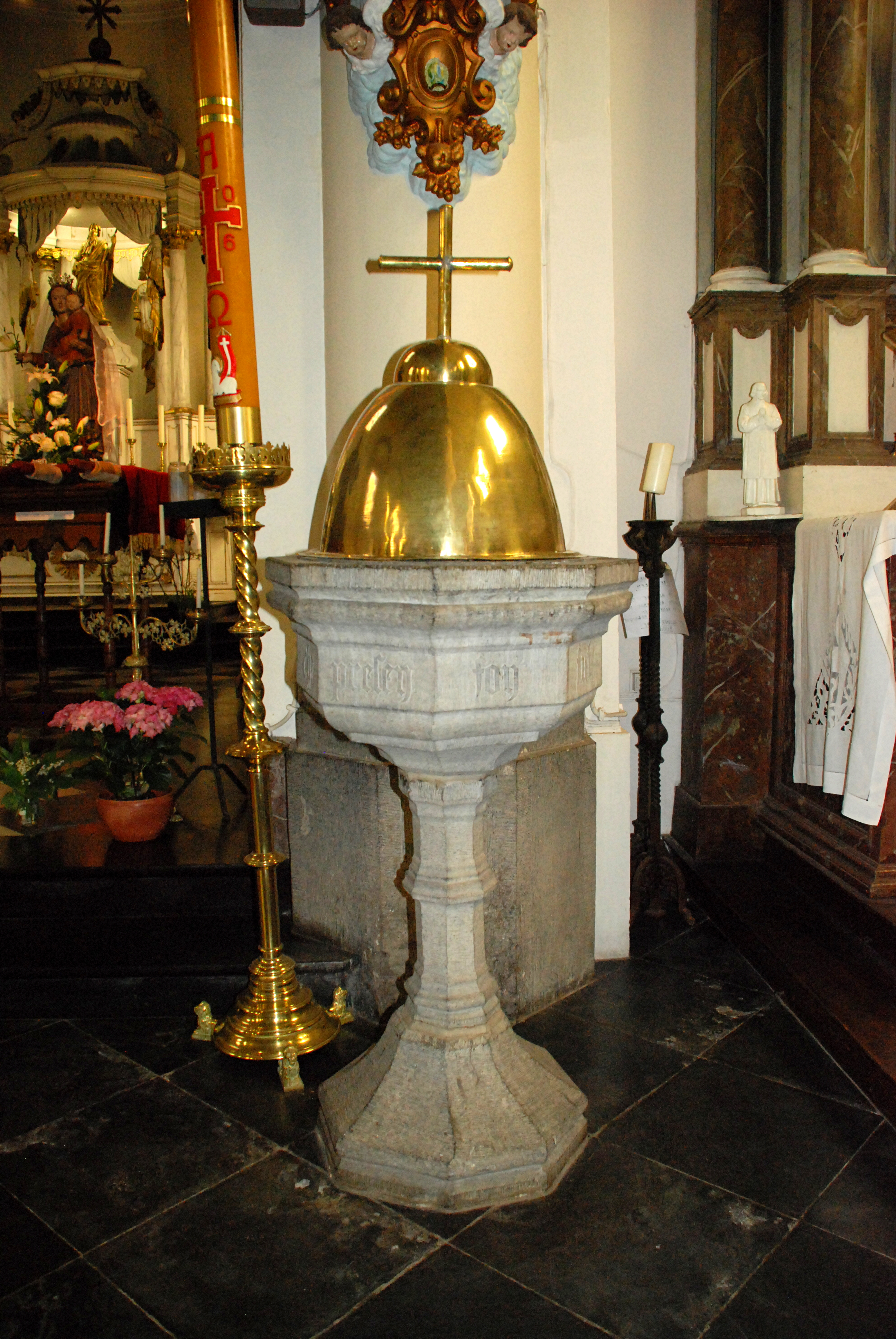
Les fonts baptismaux.
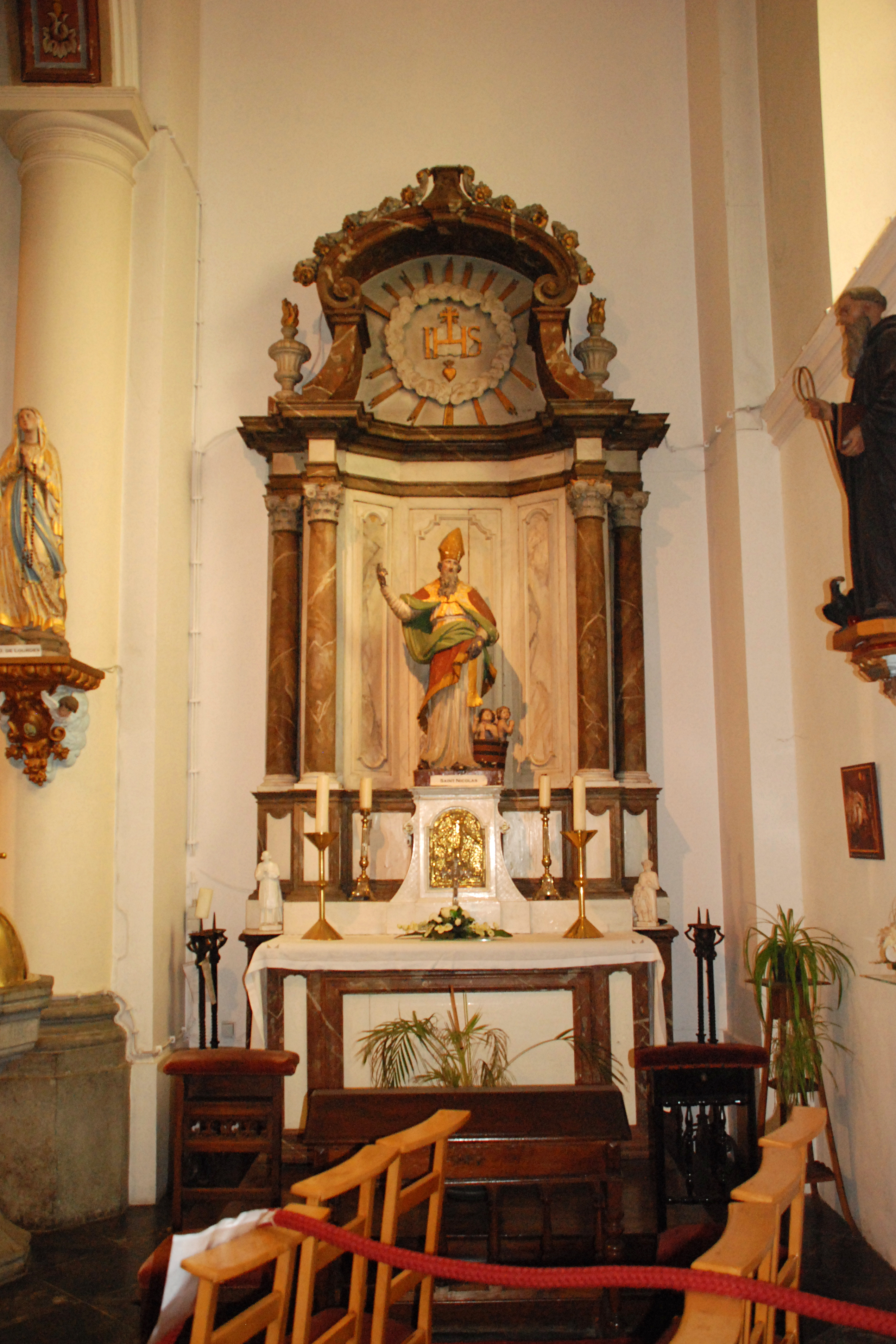
Autel de saint Nicolas.
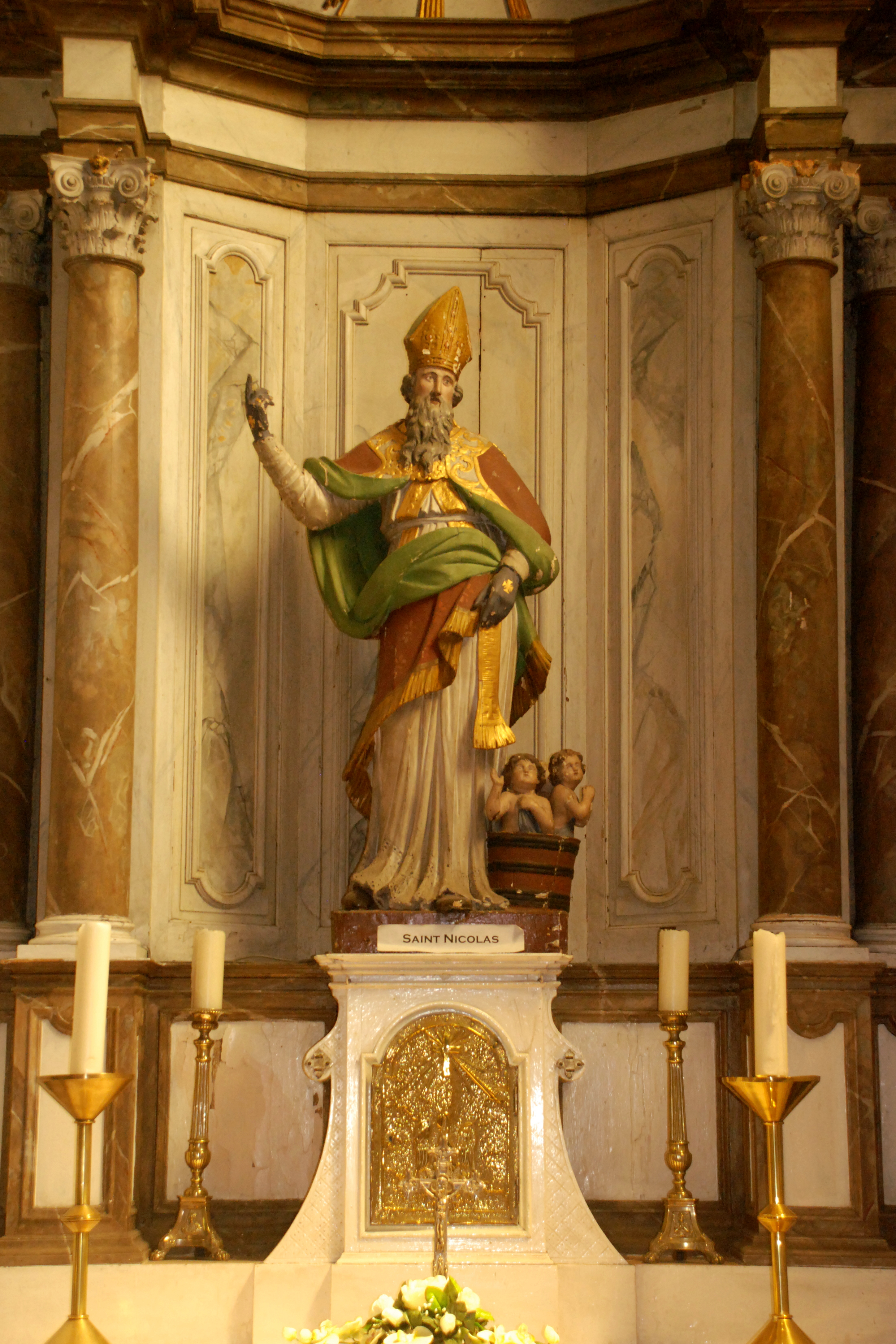
Statue de saint Nicolas.

## Patrimoine

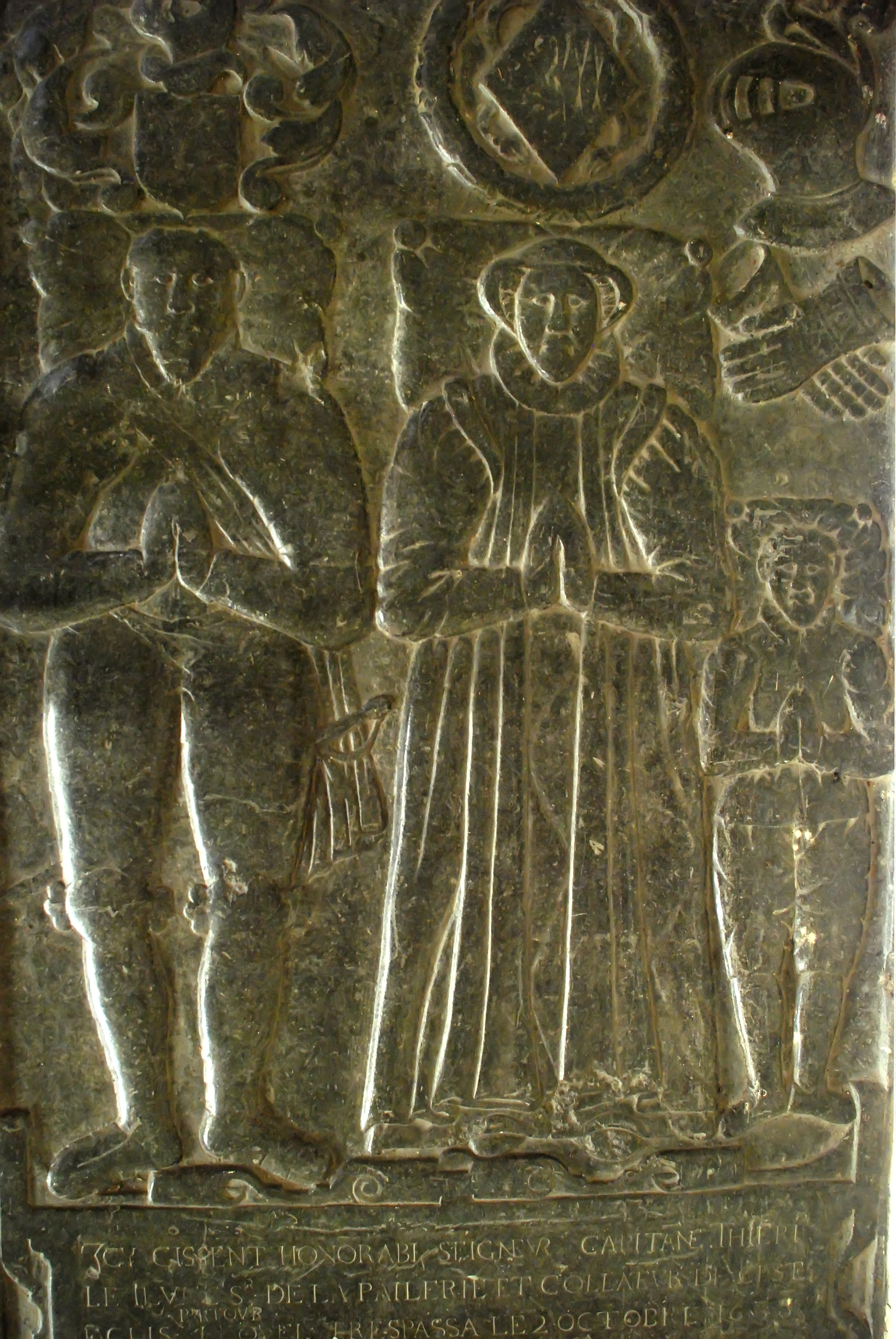
La dalle funéraire de Thierry Le Jeune et de son épouse

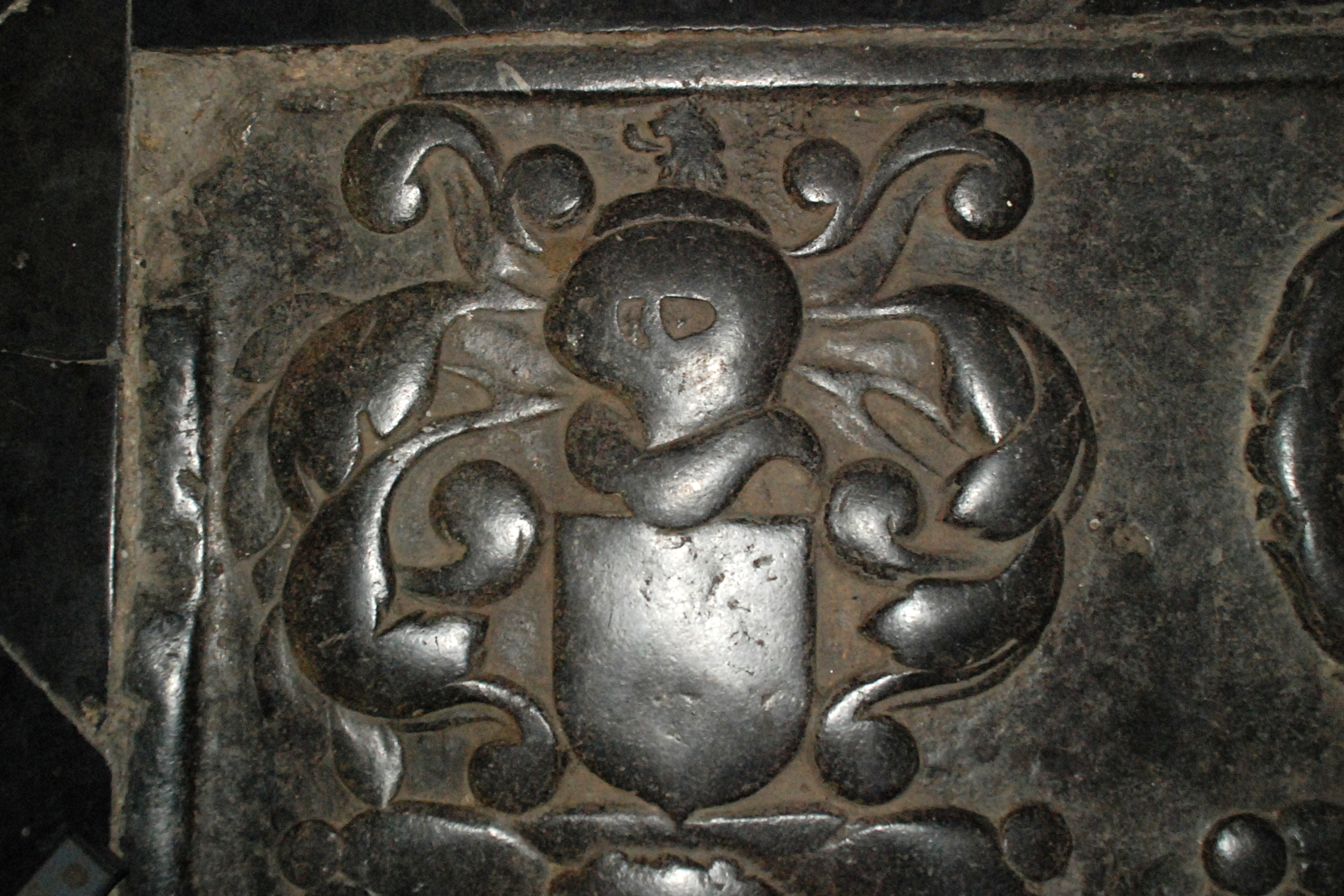
Armoiries.

### La dalle funéraire du Capitaine Thierry Le Jeune
Le collatéral gauche renferme la dalle funéraire du Capitaine Thierry Le Jeune, officier de l'archiduc Albert qui sauva ce dernier lors d'une bataille contre l'armée hollandaise près de Nieuport en 1600, ce qui lui valut une récompense de 2400 livres avec laquelle il acheta la seigneurie de La Baillerie à Bousval en 1609.
Thierry Le Jeune fit édifier en 1608 la chapelle du Try-au-Chêne afin de remercier la Vierge de l'avoir protégé de la mort durant la Guerre de Quatre-Vingts Ans provoquée par la révolte des Pays-Bas septentrionaux contre le royaume d'Espagne.
Il mourut en 1638 comme l'atteste la dalle funéraire qui le représente aux côtés de son épouse Marie Malcorps et de leur fils Jean dans le bas-côté gauche de l'église :

« Cy Gissent Honorable Seigneur Capitaine Thieri

Le Jeune Seigneur de la Pailerie et Collateur de Ceste

Eglise Lequel Trespassa le 2 octobre 1638

Et Vertueuse Damoiselle Marie Malcorps
 
Son Espeuse Laquelle Trespassa le 7 Davril de

Lan 1612 (et) Leur Fils Jean Priez Dieu Pour

Leurs Ames »

Les personnages sont représentés aux deux tiers de leur taille réelle. Thierry Le Jeune est représenté en armure et sa tête est surmontée de ses armoiries, composées de l'écu et de ses ornements extérieurs, le heaume, le cimier et les lambrequins.

### La statue de Notre-Dame du Try-au-Chêne
Dans le  chœur de l'église se trouve la statue de Notre-Dame du Try-au-Chêne qui ornait autrefois l'autel de la chapelle du Try-au-Chêne située sur les hauteurs au sud du village.
C'est une statue en chêne polychrome du début du XVIIe siècle commandée par  Thierry Le Jeune lui-même.
Elle est aujourd'hui conservée dans le chœur de l'église Saint-Barthélémy  et regagne chaque année sa chapelle lors d'un pèlerinage annuel le lundi de Pentecôte.

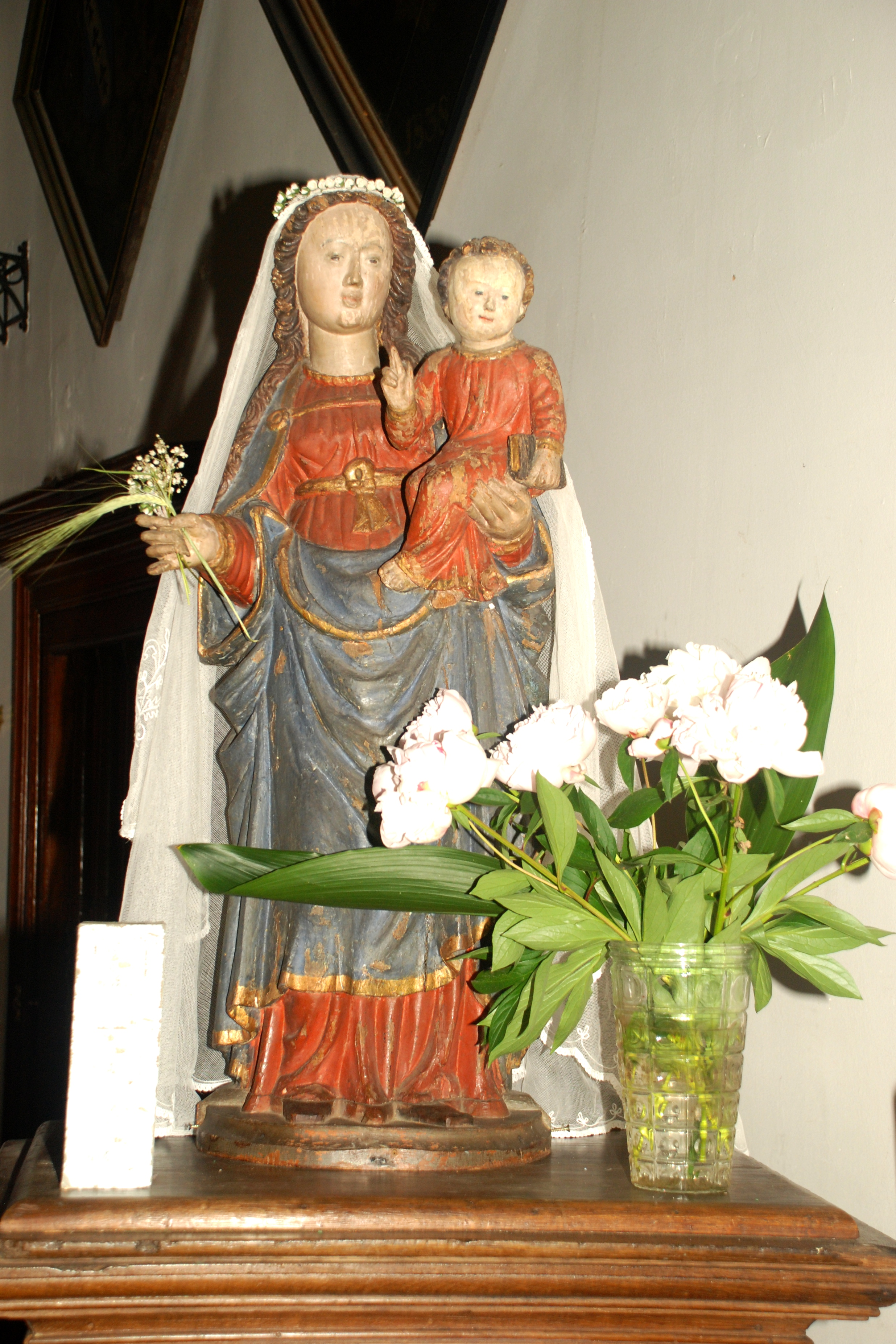
La statue de Notre-Dame du Try-au-Chêne.
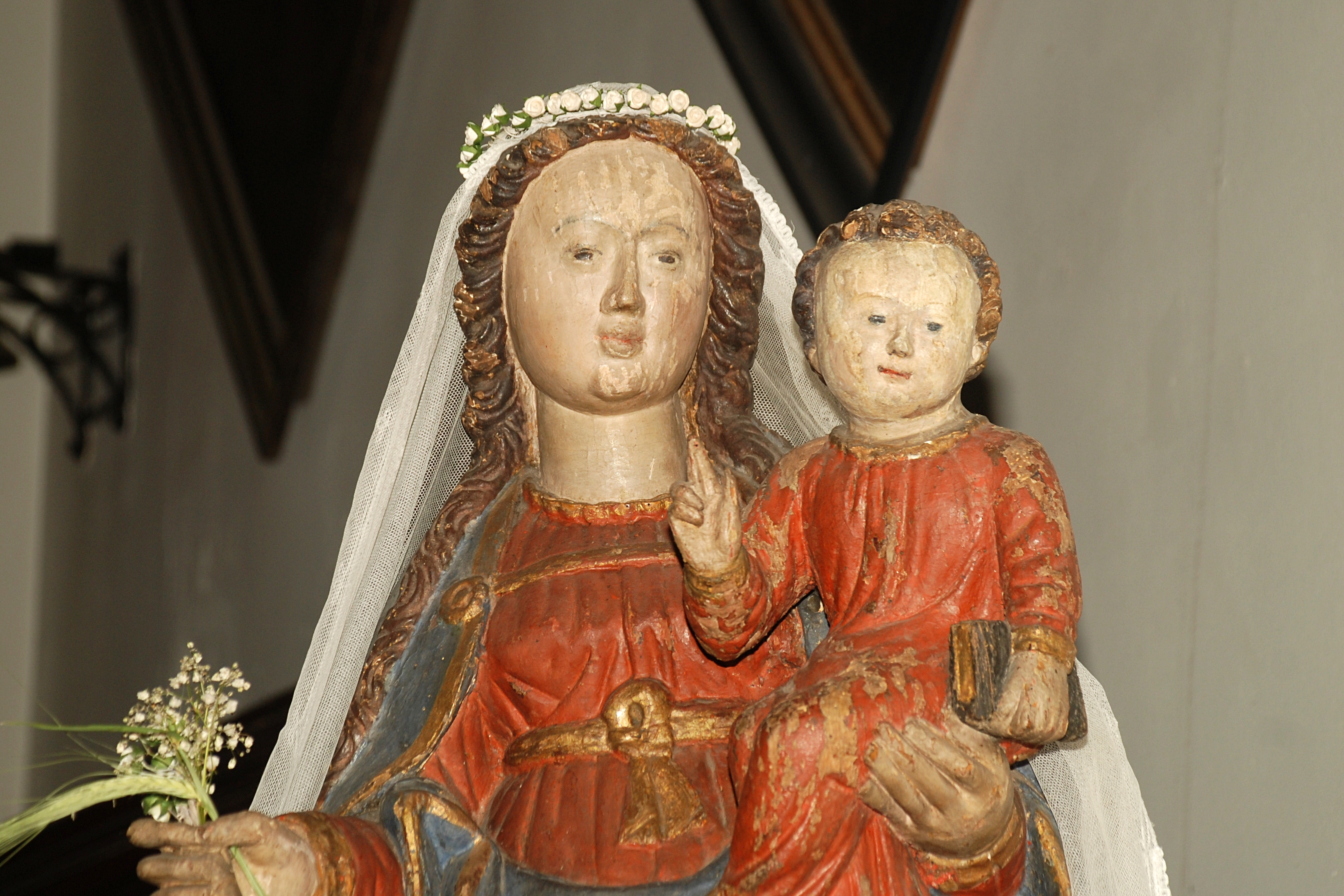
Notre-Dame et l'Enfant Jésus.
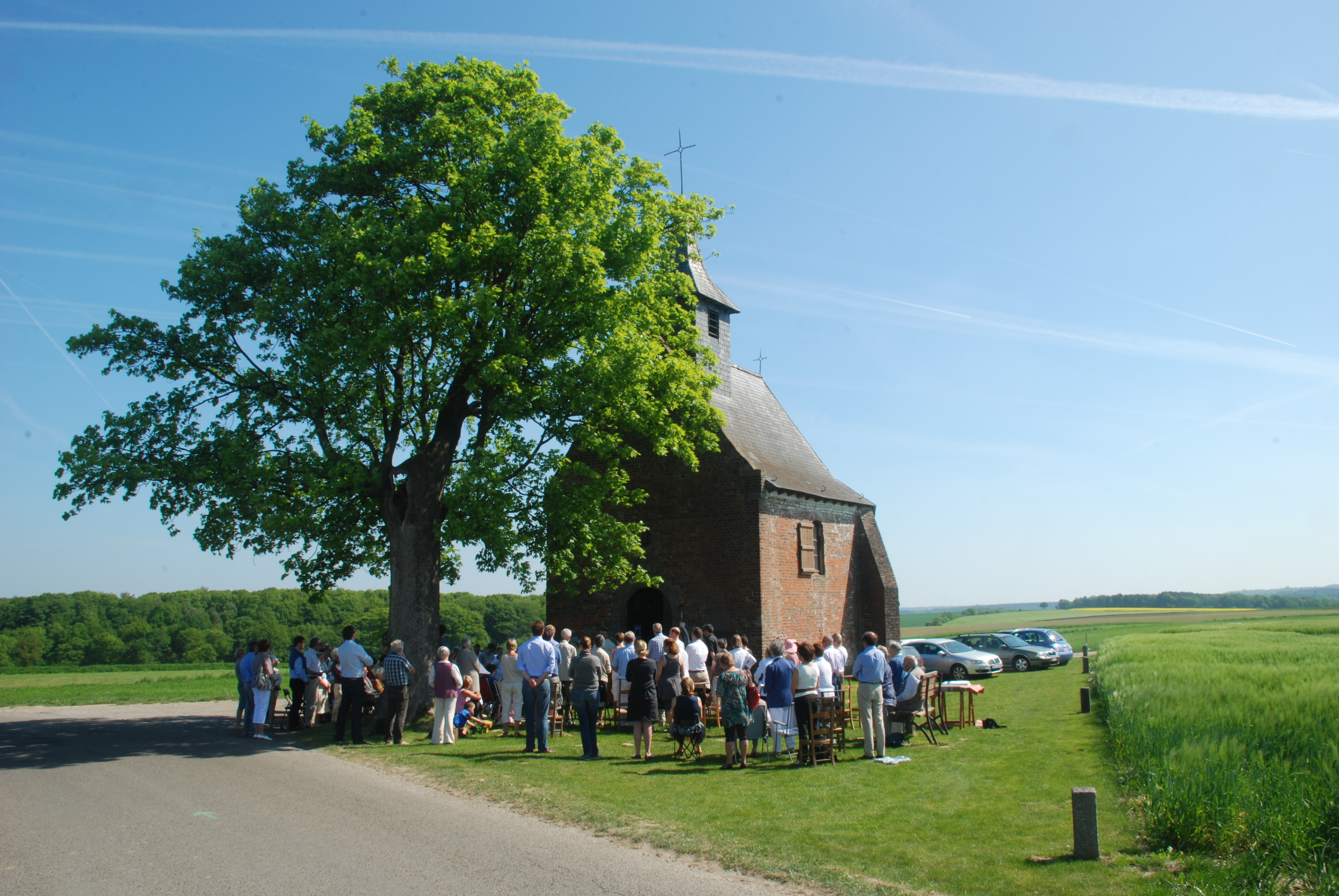
Messe en plein air devant la chapelle du Try-au-Chêne.

### Le char de saint Barthélemy

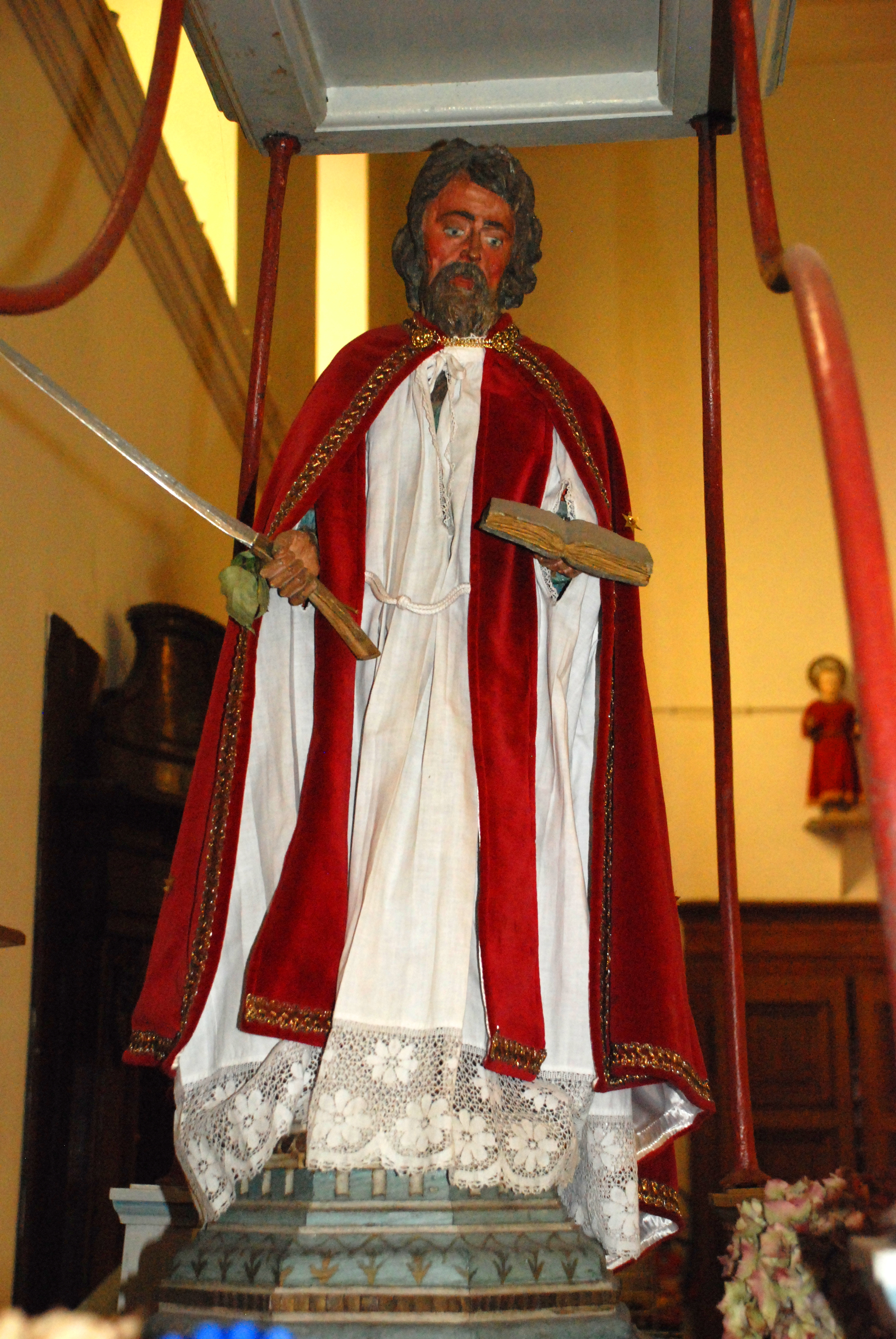
Saint Barthélemy portant une bible et un couteau.

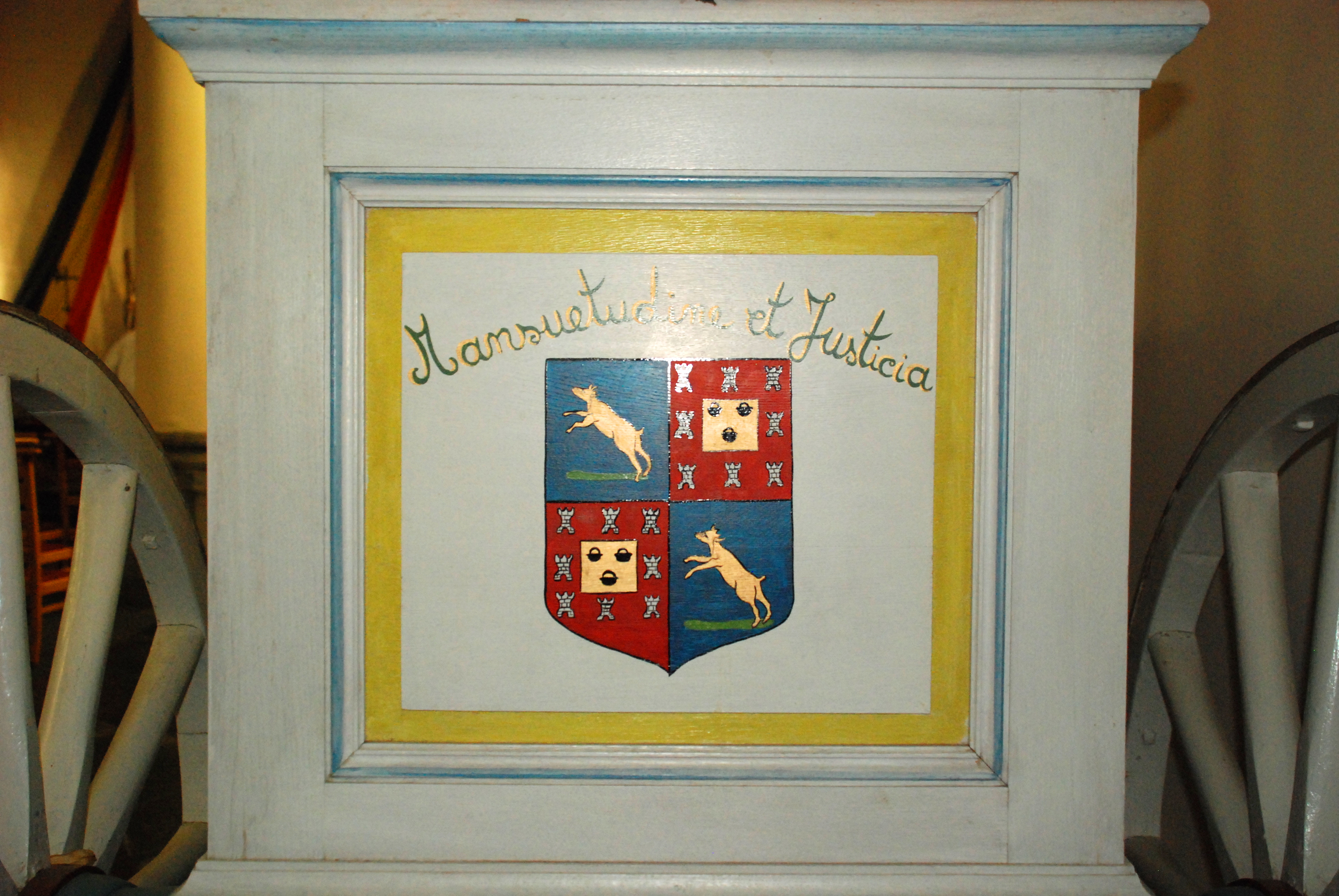
« Mansuetudine et Justitia ».

Le collatéral droit abrite le char de saint Barthélemy qui transporte la statue du saint lors du Tour de la Saint Barthélemy, procession religieuse qui remonte à 1696 et a lieu le premier dimanche qui suit le 24 août, fête de Saint Barthélemy.
Le char n'est entreposé dans l'église que depuis 1971 : auparavant, il avait été conservé à la ferme de la Baillerie (située sur les hauteurs, entre le château de Bousval et la chapelle du Try-au-Chêne), puis dans différents hangars ou granges du village.
Le char, peint aux couleurs de Bousval (bleu et blanc) comporte deux parties, :
- la partie basse, constituée du moulin (la pièce maîtresse du char qui lui permet de pivoter), des essieux et des roues, qui date de 1696, première mention de la Saint Barthélemy ;
- la partie haute, comportant le caisson et le dais qui protège la statue du saint, qui est beaucoup plus récente et ne date que de 1971.

Une restauration effectuée en 2008-2009 avec l'aide de la Région wallonne a permis d'établir que le moulin du char portait quatre ou cinq couches de peinture,. La première, un rouge orangé dit « minium », identique à celui utilisé pour les roues et le moulin du char Sainte-Gertrude à Nivelles, vraisemblablement de la fin du XVIIe siècle ; ensuite une couche d'un vert très foncé, puis une ou deux couches de bleu gris, et enfin une couche bleu clair appliqué en 1996 lorsque le char a été repeint pour le tricentenaire du Tour,.
La face avant du caisson est ornée du blason de la famille des comtes Vander Stegen, seigneurs de Bousval, tandis que l'arrière porte des armoiries surmontées de la devise de la famille Cupis de Camargo « Mansuetudine et Justitia ».
Le char porte une statue du saint en bois polychrome qui date de 1590-1599 et est donc plus ancienne que la statue du saint qui orne le maître-autel de l'église. Vêtu d'une aube et d'un manteau rouge orné de broderies dorées, le saint porte une bible dans la main gauche et le grand couteau qui servit à son supplice dans la main droite.
Au fond du collatéral gauche, au-dessus de la dalle funéraire de Thierry le jeune, est exposé l'ancien manteau de saint Bartélemy offert au XVIIIe siècle par le comte Vander Stegen, comte de Bousval. Ce manteau fut caché à Bruxelles durant la Révolution française.
|  |  |